# Спорт у Сєвєродонецьку

Сєвєродонецький льодовий палац

У Сєвєродонецьку дуже розвинутий спорт, а особливо: футбол, волейбол, теніс, плавання, зимові види спорту тощо.
Спортивне життя у місті розпочалося з дня створення міста. Цьому сприяло те, що для будівництва міста було звезено молодь з усього Радянського Союзу, і для забезпечення її дозвілля в місті активно розбудовувалася спортивні інфраструктура. Місто було одне з найбільш спортивних у СРСР.
Лише за два роки з 1968 по 1969 у місті було підготовлено 24 майстри спорту і 7744 спортсменів масових розрядів. І це при тому, що чисельність населення у ті роки становила менше 100 тисяч мешканців. За цей період були виховані такі спортсмени, як В. Журба (чемпіон СРСР серед юнаків у метанні диску), Н. Фільов (чемпіон СРСР серед юнаків з тенісу), Н. Попова (рекордсменка СРСР серед дівчат по плаванню, кандидат в олімпійську збірну СРСР), Н. Сотнікова (срібний призер першості СРСР серед дівчат з стрибків у висоту, кандидат в олімпійську збірну СРСР).
- Легенды и звезды: 10 спортсменов прославивших Северодонецк // 22-02-2021 (рос.)

## Спортивна база

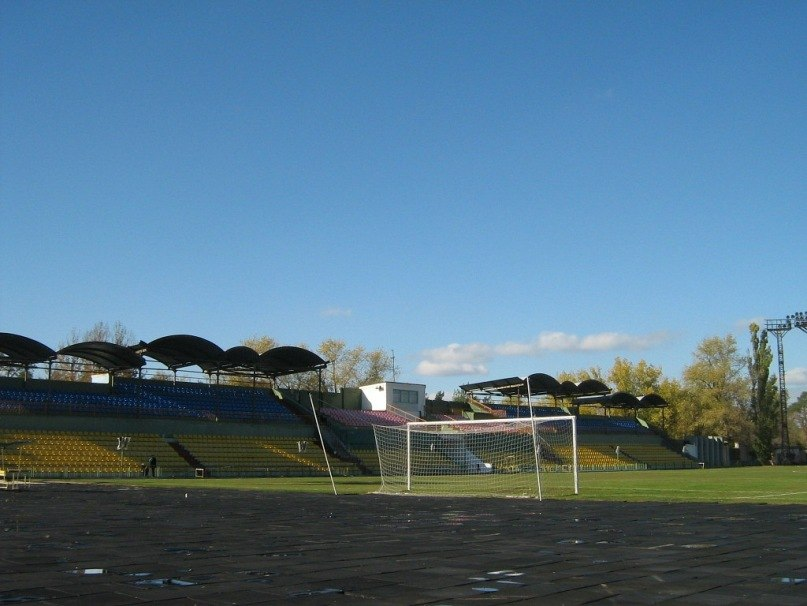
Стадіон «Хімік»

У місті дуже значна спортивна база. Побудовано понад півтори сотні спортивних споруд. Відома історія про ремонт двох ДЮСШ і Льодового палацу на кошти, які були заплачені ініціаторами другого Сєвєродонецького з'їзду на вимогу міського голови Сєвєродонецька. Серед спортивних споруд є стадіони, будинки фізкультури, спортивні зали, тири, басейни. Окрему увагу заслуговує Сєвєродонецький льодовий палац спорту, збудований у 1975 році, який став ареною як спортивних, так і політичних пристрастей. Це найбільша крита арена області і одна з найбільших в Україні. Є два закритих тенісних зала. Є у місті басейни. Деякі з них, як «Садко» — спеціалізовані на підводному орієнтуванні, стрільбі (дайвінг)(рос.). Збудовані басейни при деяких дитячих садках.  В кожній школі є спортивна зала.
- У 1959 році був побудований Палац тенісу. Криті корти стали місцем проведення тренувальних зборів провідних гравців країни, регулярно проводилися зимові чемпіонати України, а у 1962 навіть проводився зимовий чемпіонат СРСР[3]. Зараз діють три закритих тенісних зали, один відкритий майданчик.
- Льодовий Палац спорту побудований у 1975. Перші 10 років використовувався, як льодова арена, для хокею та фігурного катання, потім - як концертний зал. 5000 глядацьких місць. З 2005 по 2014 - тренувальний та ігровий  майданчик жіночої волейбольної команди «Сєвєродончанка»[4]. З 2019 р. - ДЮСШ-4.

Будівля не належить громаді, а є власністю банка.
- У місті є стадіон та футбольний клуб «Хімік». У 1960—1973 і 1991 роках команда виступала в чемпіонатах СРСР. У 1992—1998 роках виступала у першій лізі чемпіонату України. Зараз виступає в чемпіонаті Луганської області. Стан східної трибуни стадіону аварійний.[6]
- Стадіон "Будівельник" занедбано. Не використовується з 1990 року.

- На берегах озер Чисте та Паркове волонтерами створені майданчики для пляжного волейболу[7](рос.) [8]

## Спортивні клуби
- Футзальна команда Ветеранів "СКВ - Комфортне Місто [Архівовано 28 лютого 2020 у Wayback Machine.]", яка бере участь у Чемпіонаті України серед ветеранів [Архівовано 22 березня 2020 у Wayback Machine.] 40+
- «Сєвєродончанка», Одна з найкращих жіночих волейбольних команд України, чемпіон 2009 р. Припинила своє існування у 2018 р.
- «Хімік» спортивний клуб працівників Азот
- Клуб спортивного орієнтування.
- Ветеранський волейбольний клуб "Переростки", заснований у 1971 р.

## Спортивні школи відділу молоді та спорту Сєвєродонецької міської ради
- ДЮСШ Северодонецка проводят набор в спортивные секции [Архівовано 16 червня 2017 у Wayback Machine.](рос.)

### КДЮСШ №1
- бокс, дзюдо, скелелазіння, кікбоксінг, теніс, настільний теніс [9] вул. Федоренко, 33
- Палац тенісу: вул. Федоренко, 33-А
- Зал тенісу: вул. Вілесова,4а
- Зал боротьби:  вул. Заводська, 21а

### КДЮСШ №2
- спортивна гімнастика, легка атлетика, важка атлетика, велоспорт, футбол, вул. Сметаніна, 5

### КДЮСШ №3 "Олімпія"
- баскетбол, волейбол, гандбол, спортивне орієнтування.  (вул. Сметаніна, 5А) [10](рос.)

### КДЮСШ №4
- спортивний більярд, волейбол, карате, плавання, черліденг, сучасне п'ятиборство, фут зал, шахи. Вул. Маяковського, 28
- Плавання. Басейн КДЮСШ №4, вул. Гоголя, 37

### СДЮСТШ водних видів спорту «Садко»
- басейн, плавання в ластах, підводне орієнтування.

вул. Маяковського, 19-А

## Кінно-спортивний клуб «Фаворит»
- навчання верховій їзді, лісові прогулянки

с.Щедрищеве (за лісгоспом)

## Сімейно-спортивний центр «Магма»
- Тренажери, йога, фітнес, танці

пр. Центральний 54-А, ш. Будівельників 17-А

## «Дракон і тигр» Школа ГУН-ФУ Наставника А.Ю. Сербіна
- Міський клуб східних бойових та оздоровчих систем  вул. Гагаріна, 113/105

## Тренери міста Сєвєродонецьк
- Ігнатов Євген Васильович, велоспорт [11](рос.) [12]
- Чир'ян Роберт Арутович, теніс [13] [14]
- Колобов Юрій Миколайович, жіночій волейбол.[15]
- Гаврилюк Олександр Федорович, волейбол.
- Генадій Кунжапов,  жіночій волейбол.[16](рос.)
- Букреєв Евген, баскетбол
- Куріний Микола Іванович, футбол.[17]
- В.Потапов, боротьба самбо [18]
- Глухова Клавдія Василівна, теніс. [19](рос.) [20](рос.)

## Галерея

Сєвєродонецьк спортивний
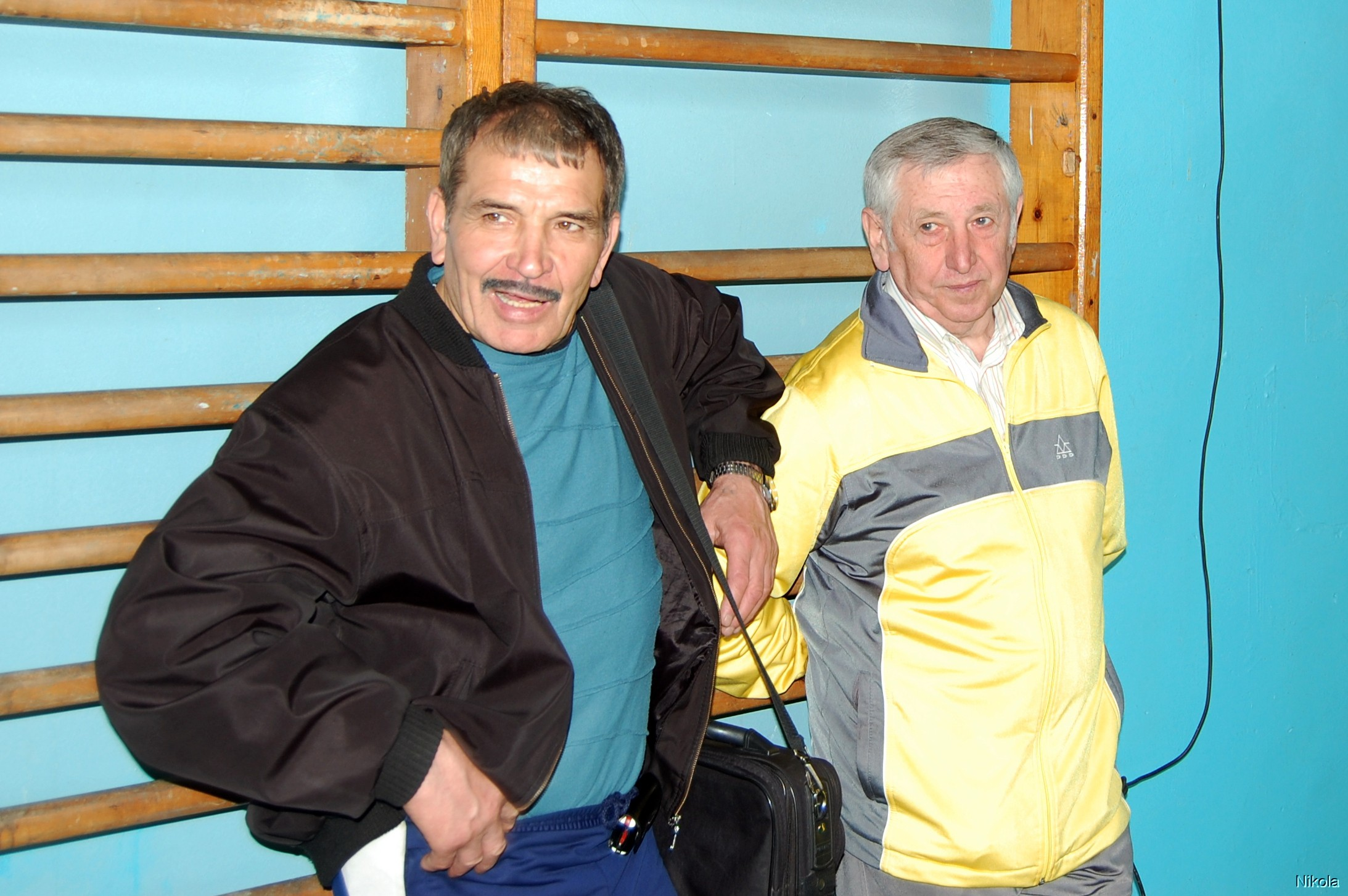
Гаврилюк та Колобов 2008
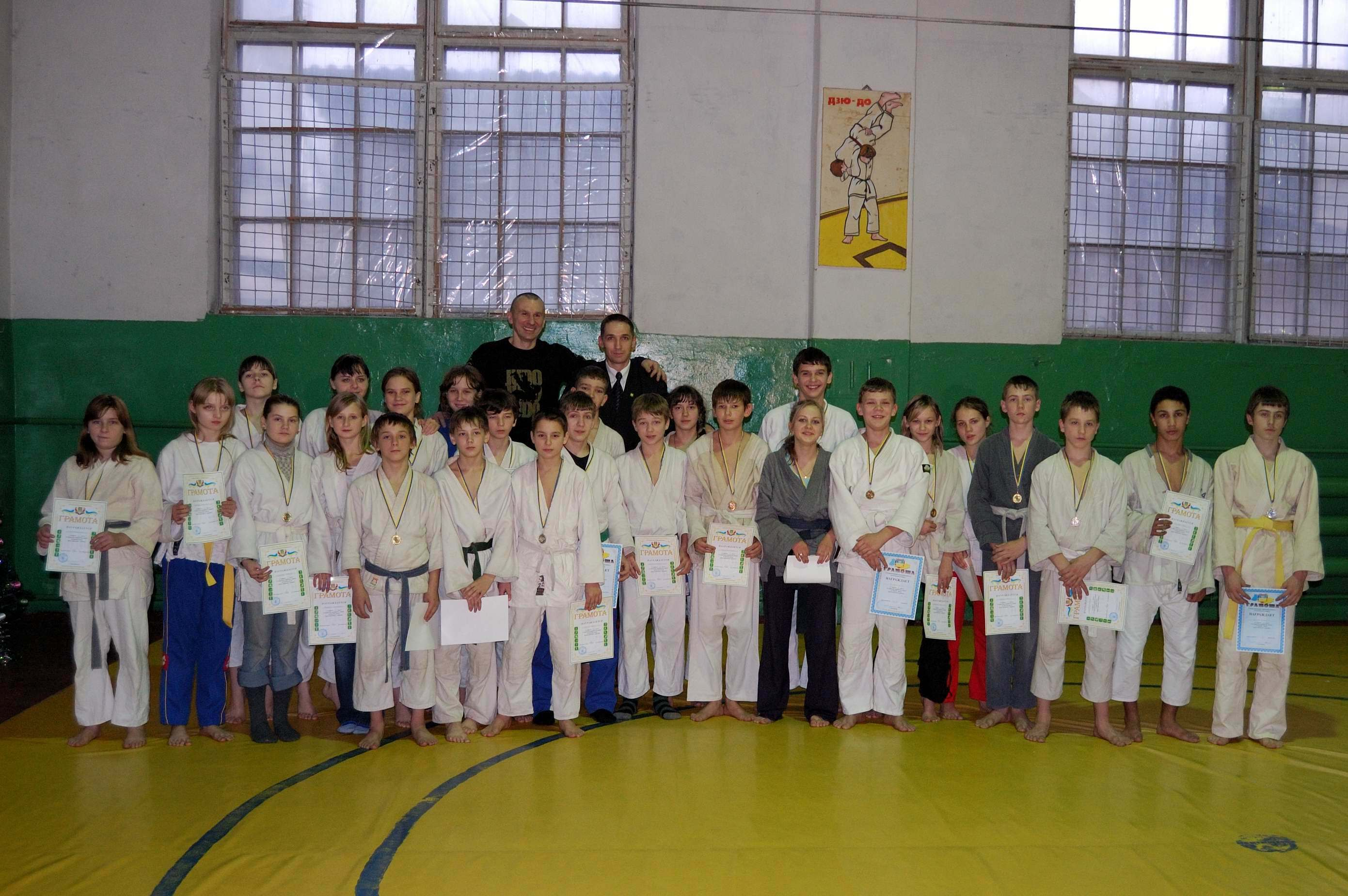
Секція дзюдо 2007
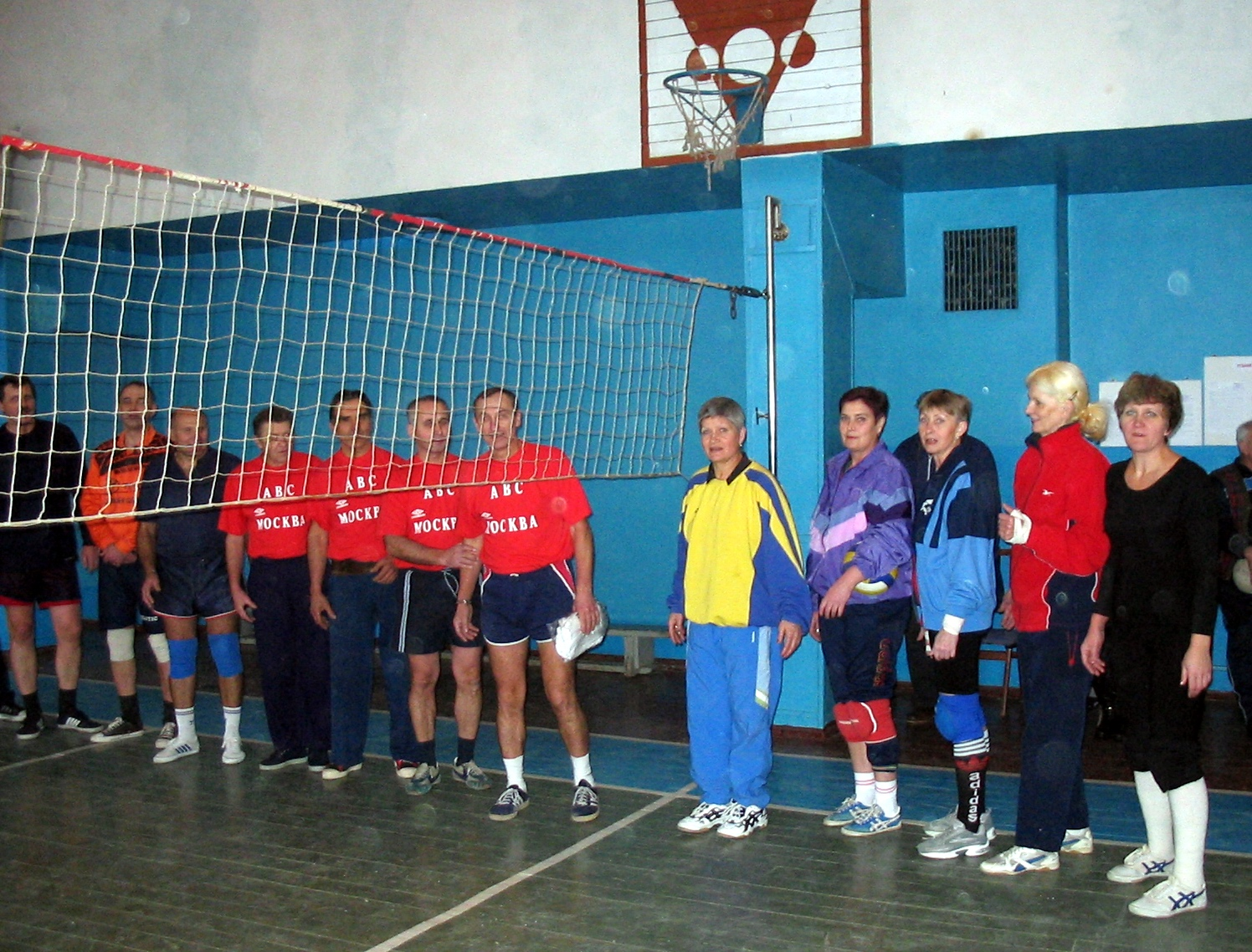
Іскра-Луганськ
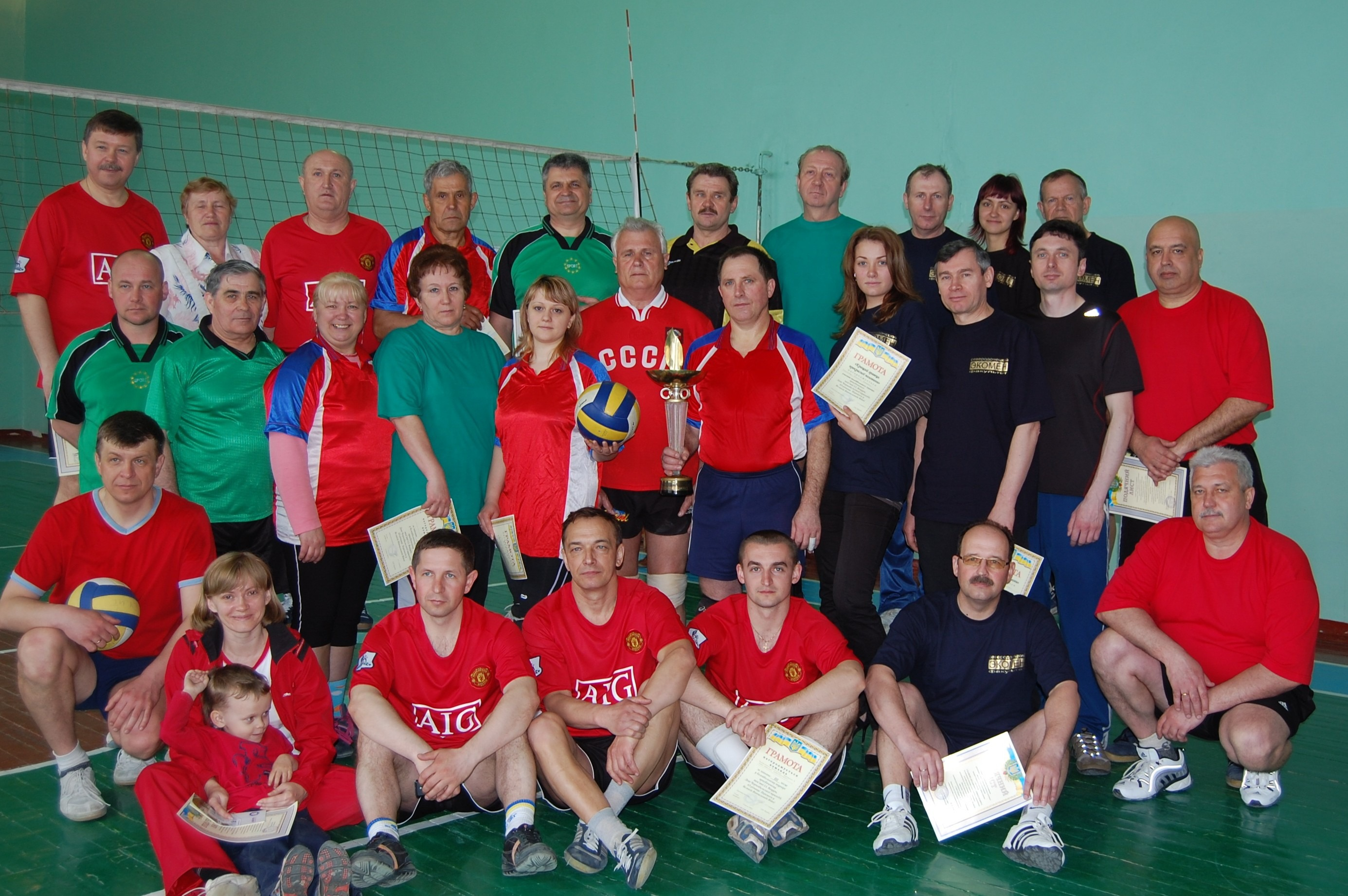
турнір пам'яті І.Вацуро
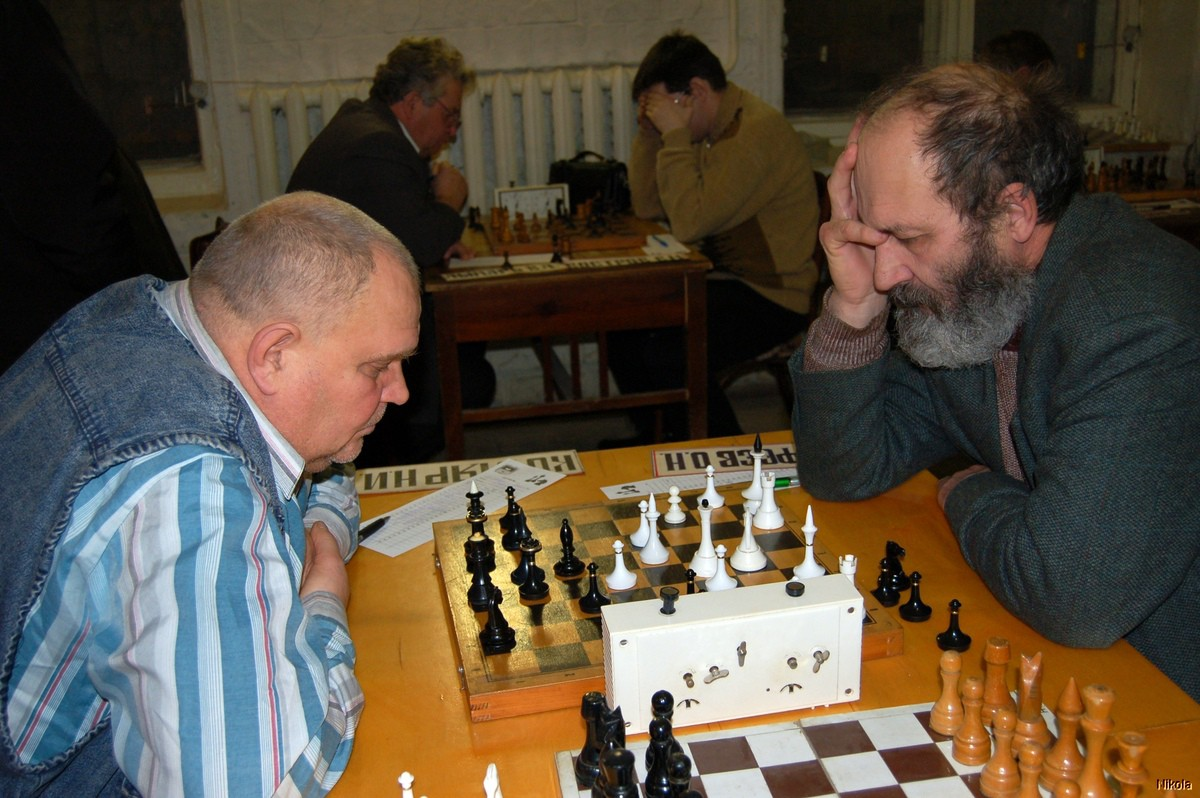
Шаховий Клуб
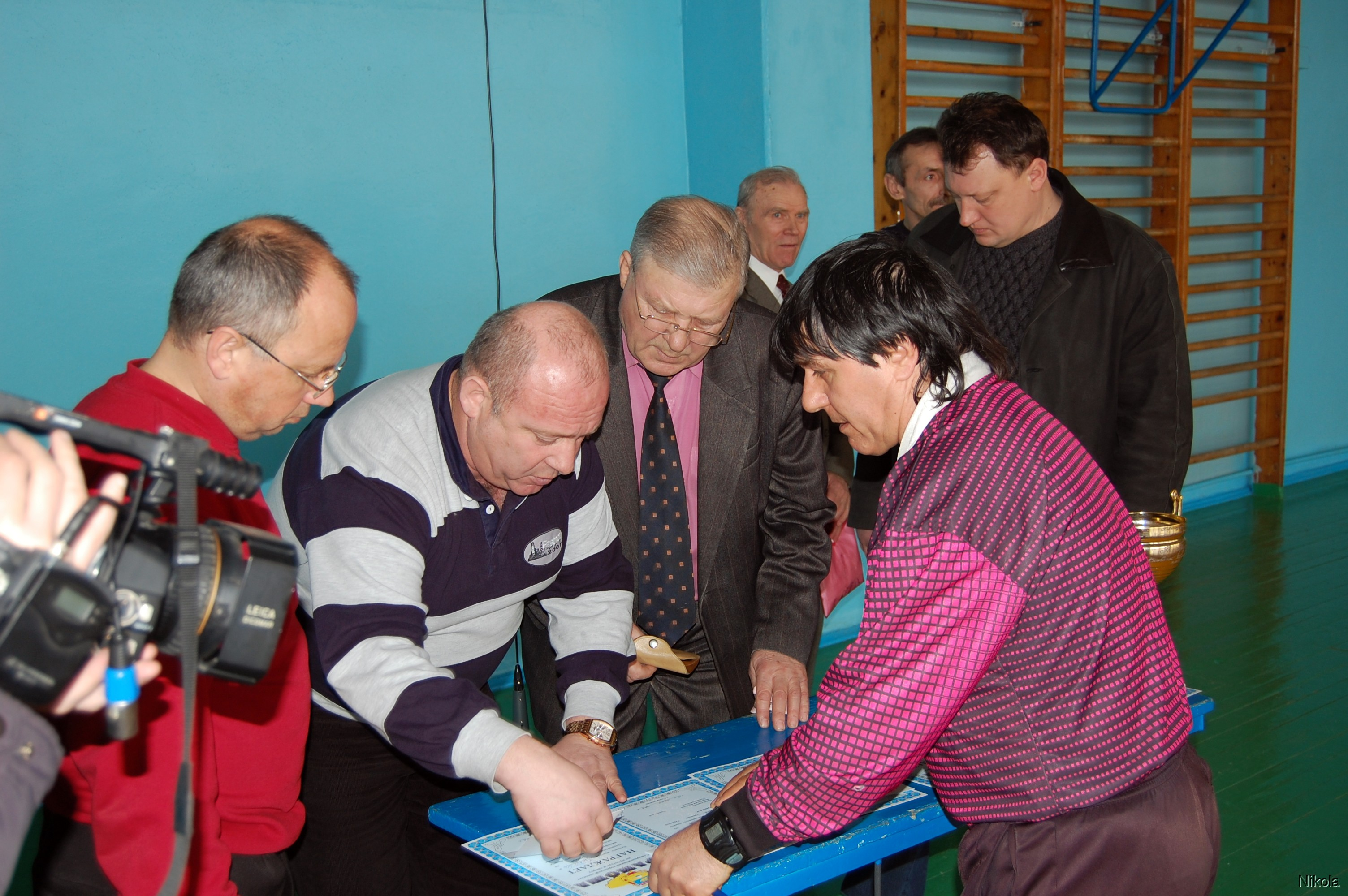
МініФутбол
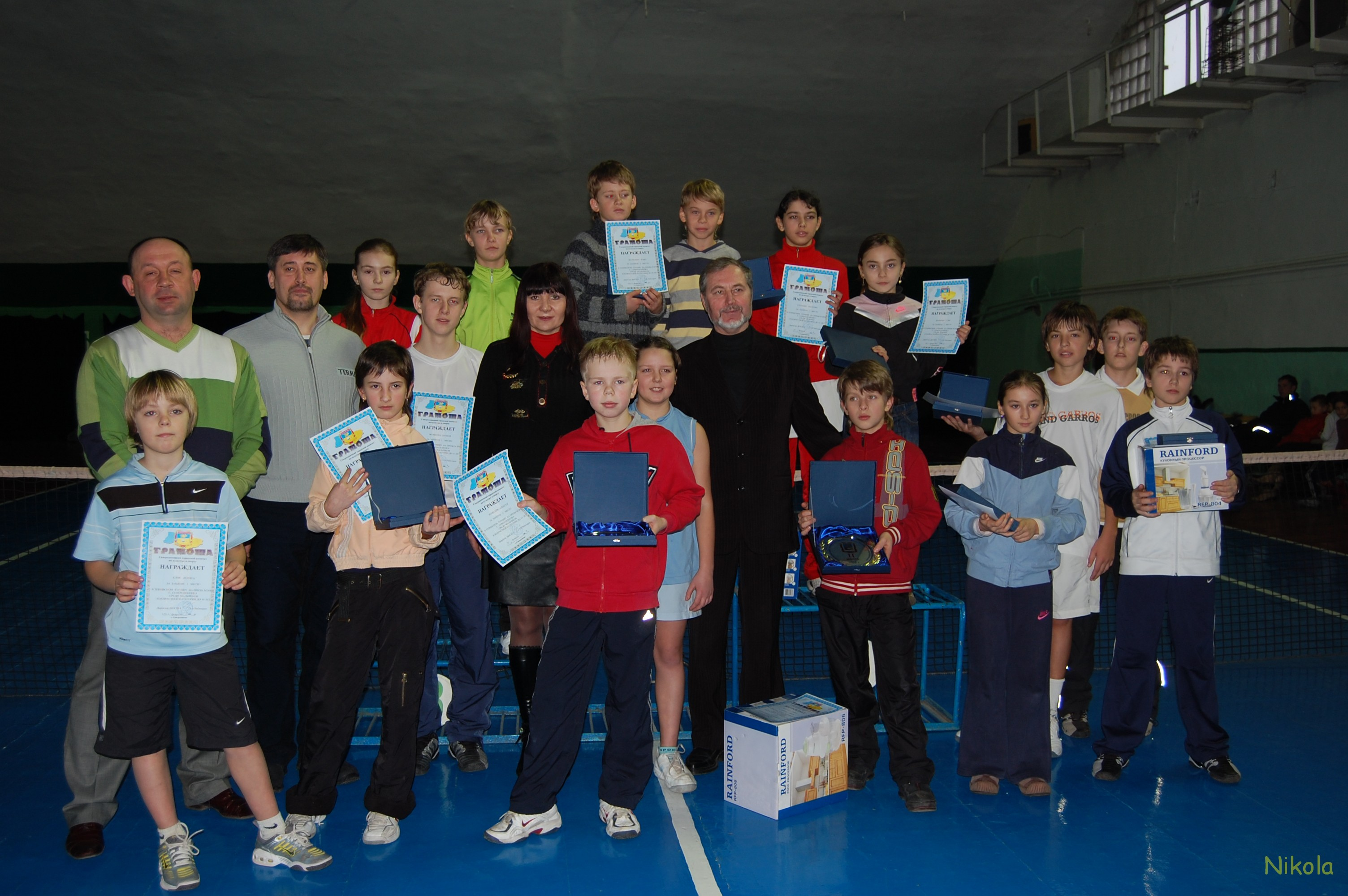
турнір з тенісу-2008
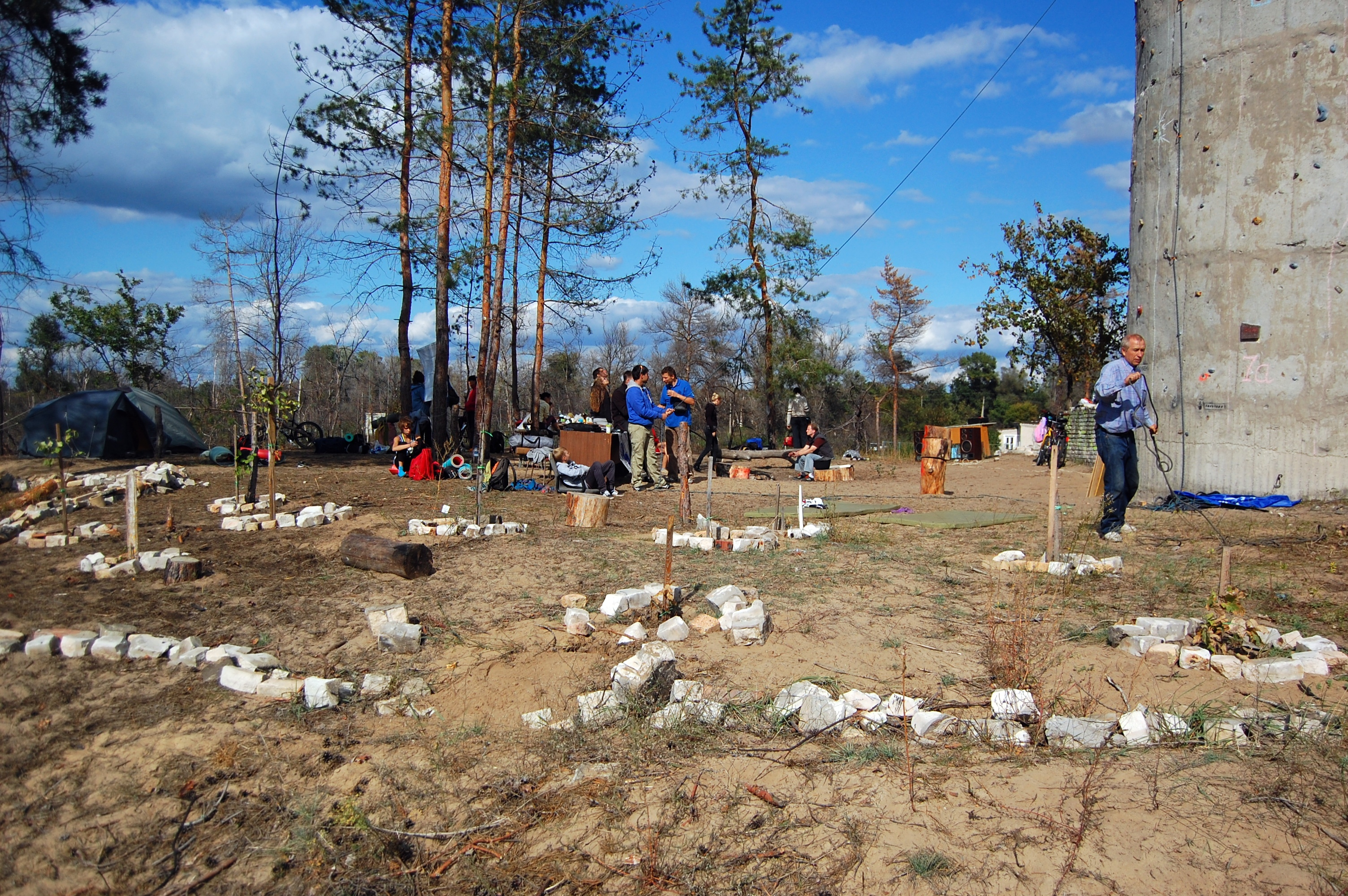
Скелелази на башні
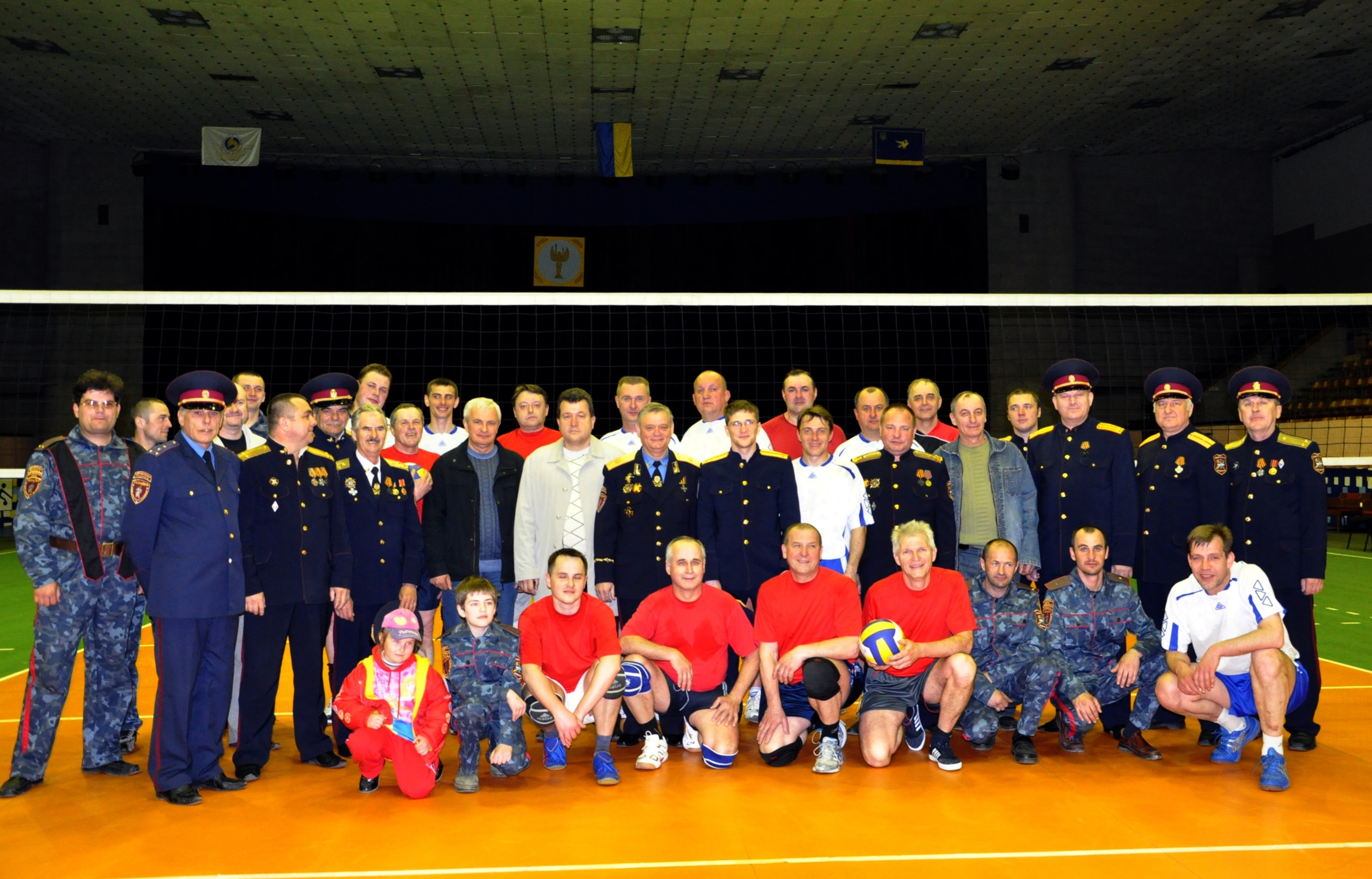
Волейбол Козаки-медики
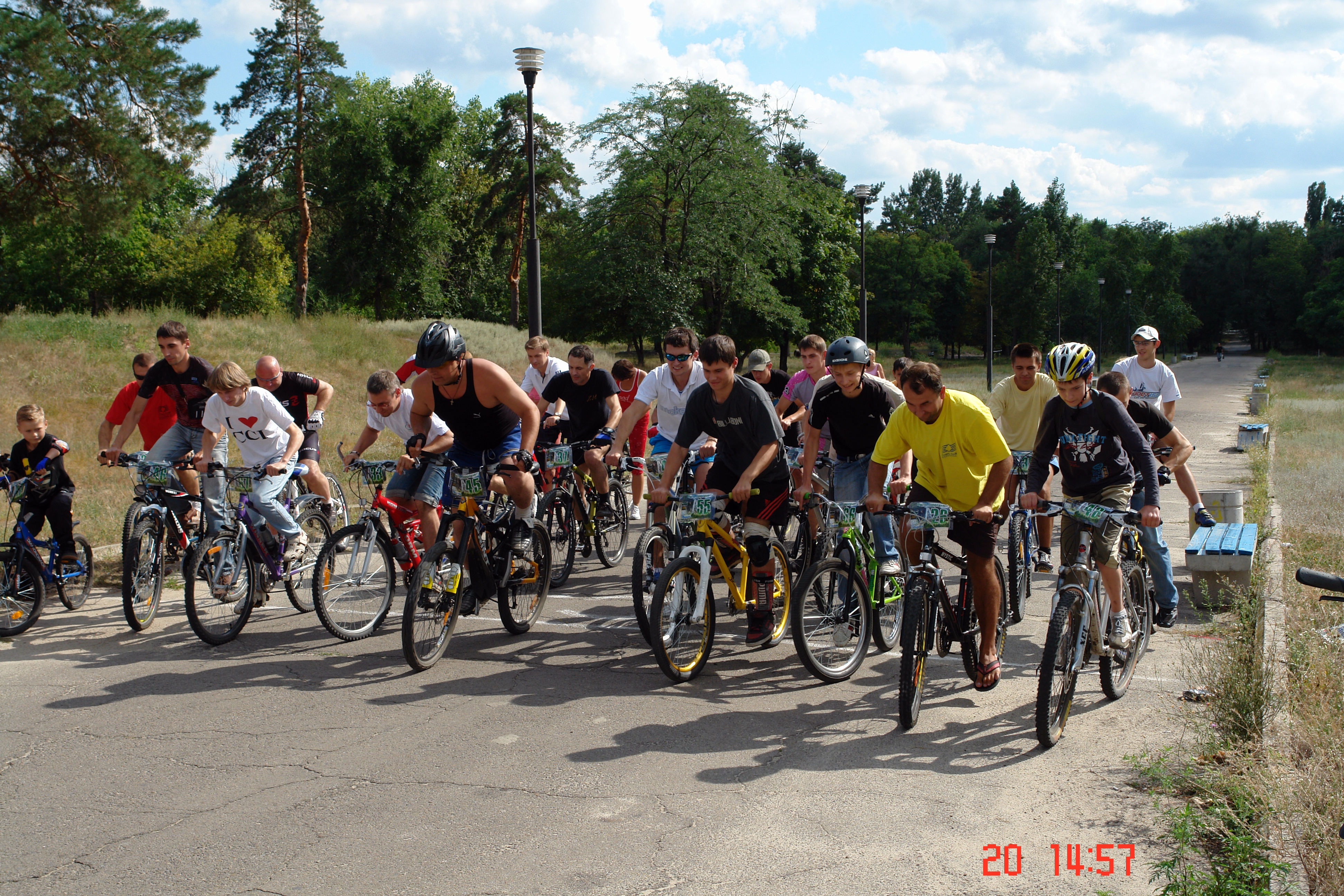
Велозмагання
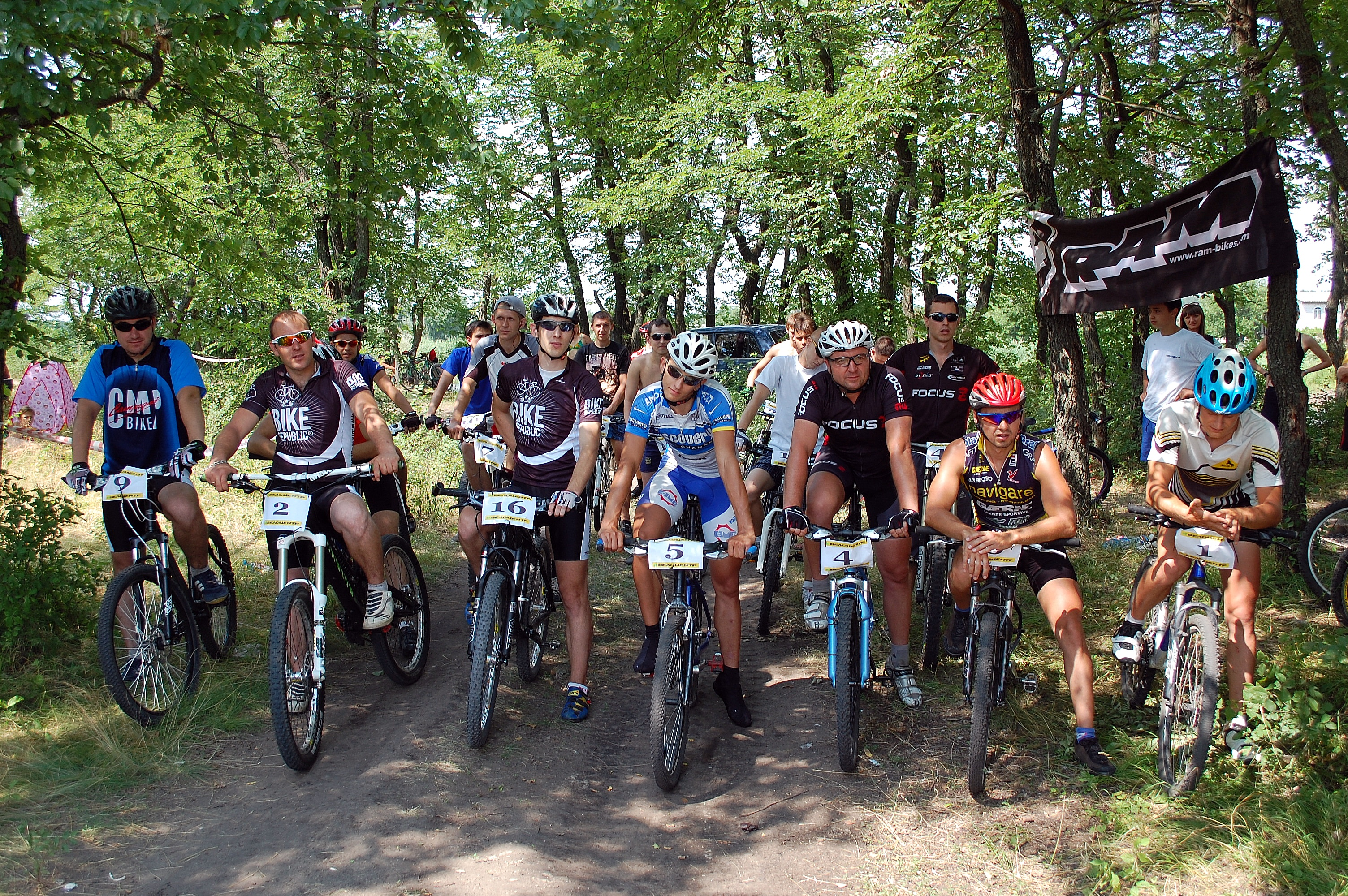
Велозмагання біля Клешні,2013
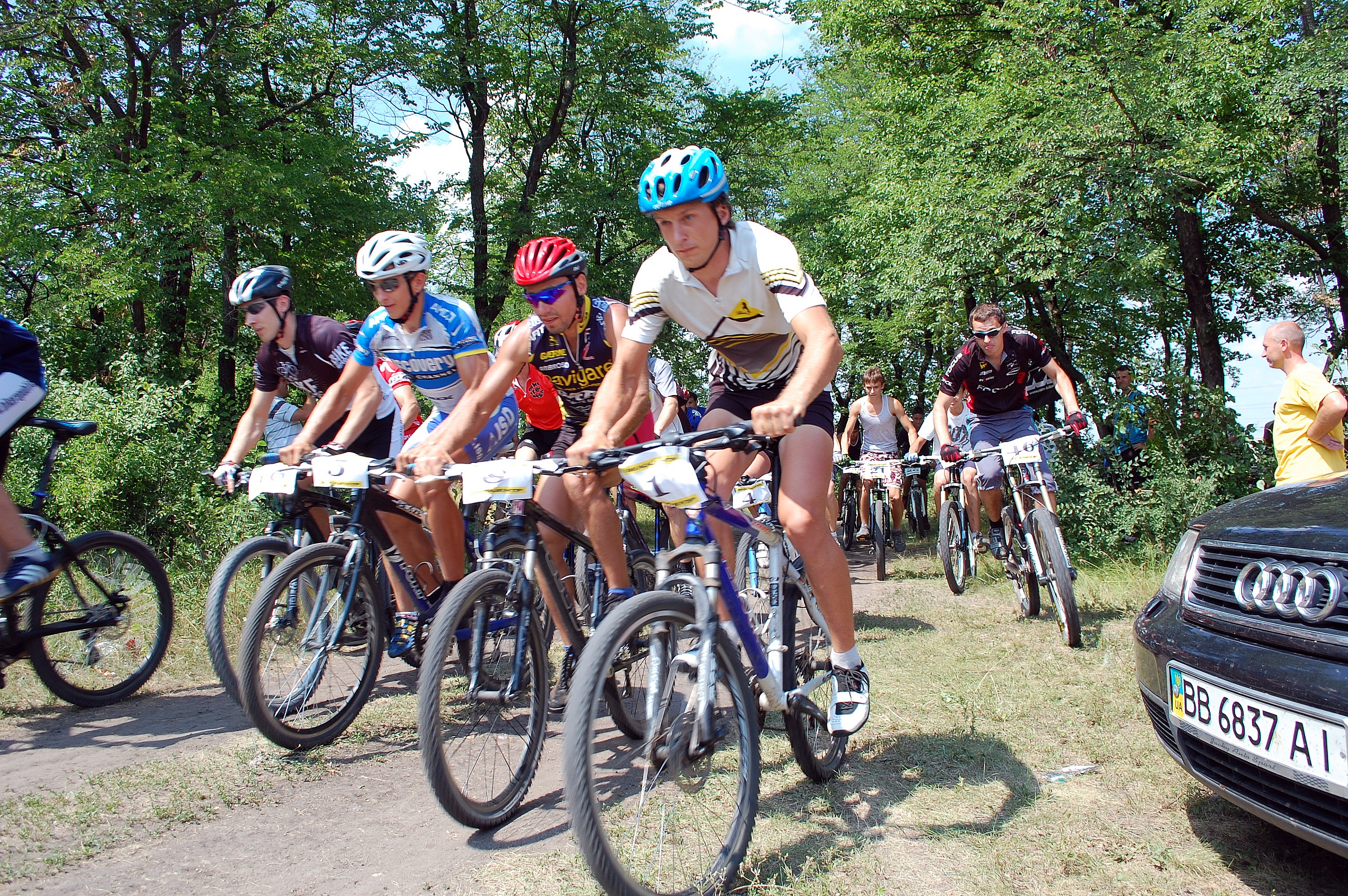
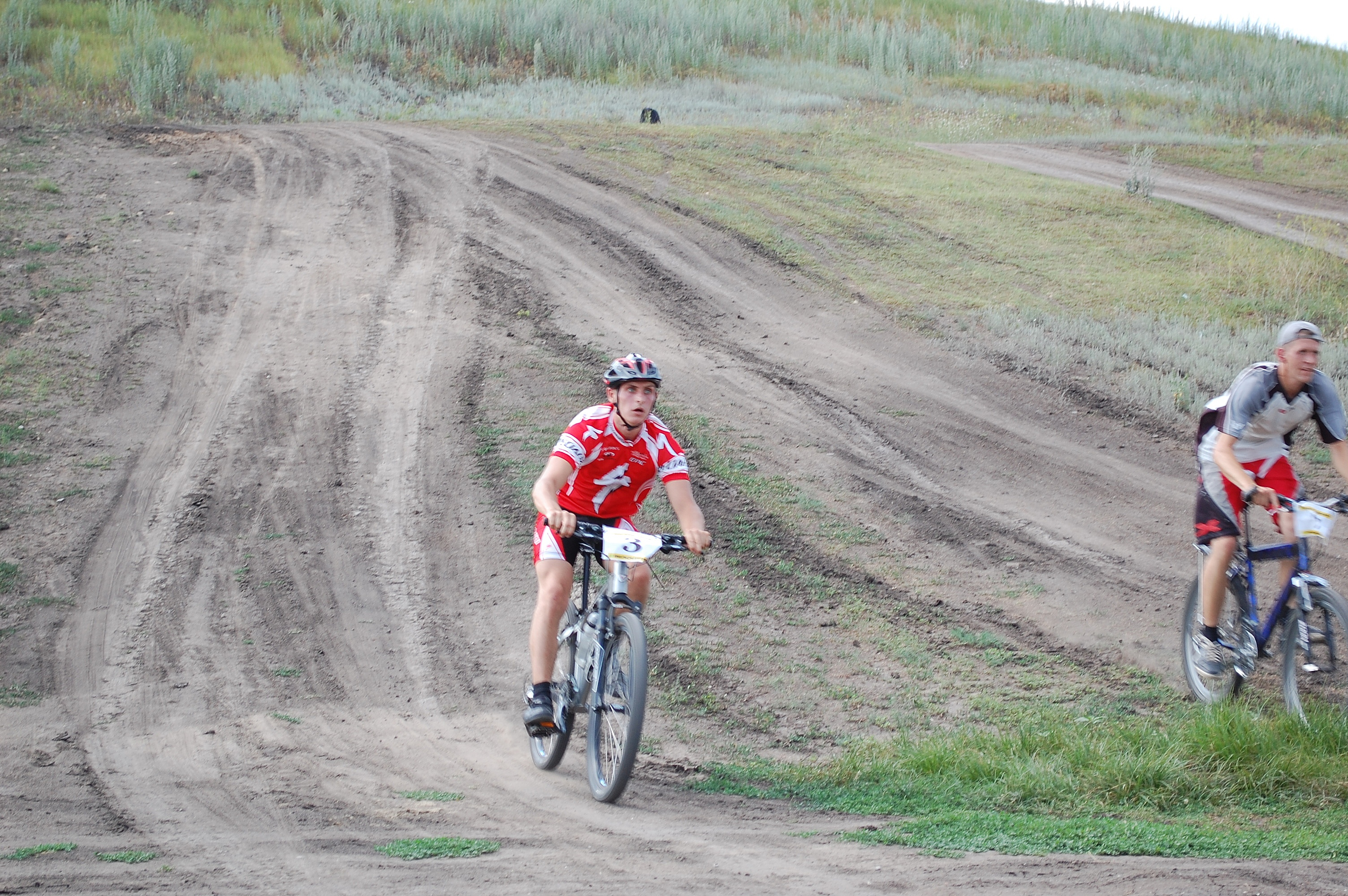
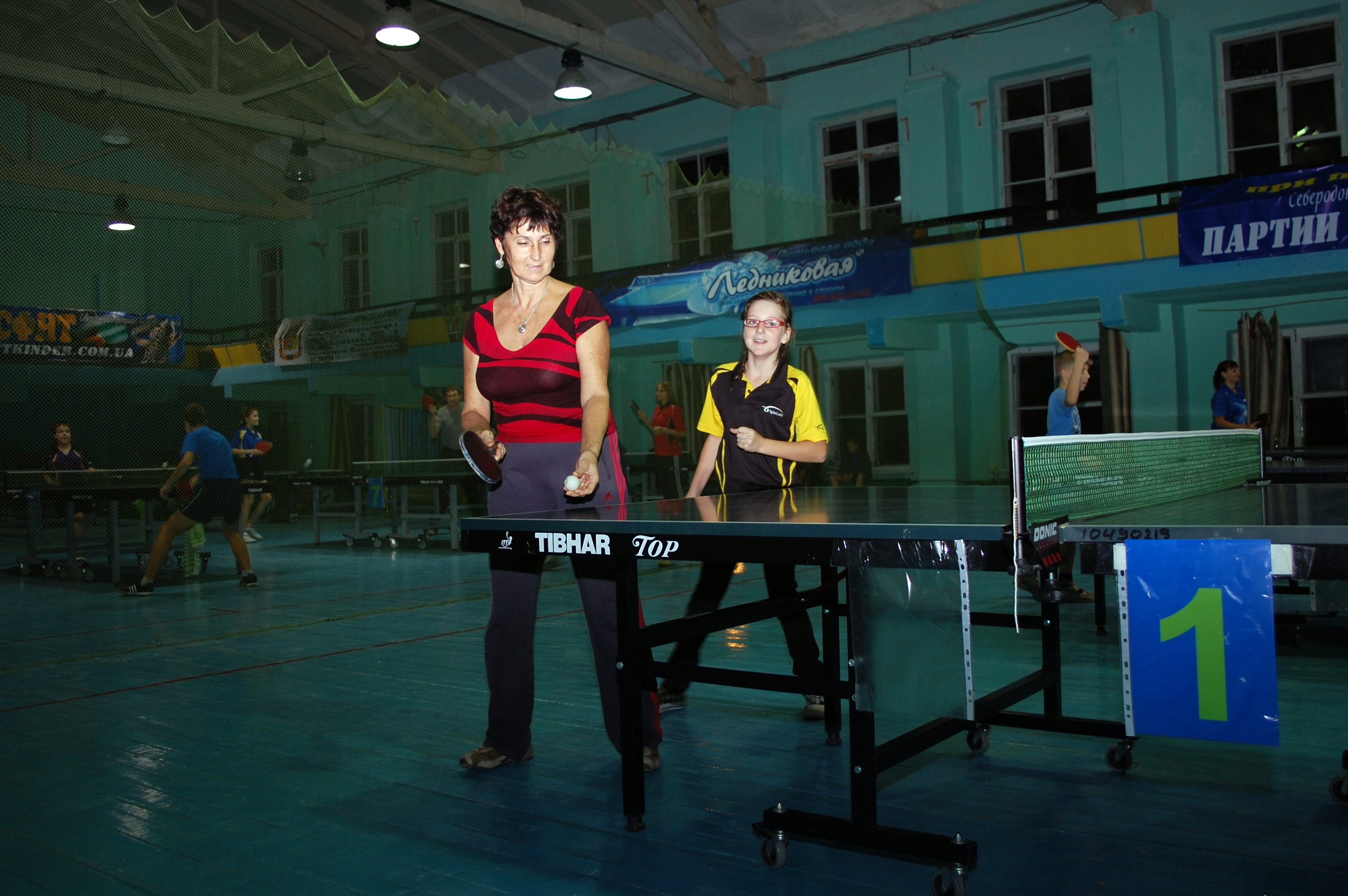
Змагання між родинами
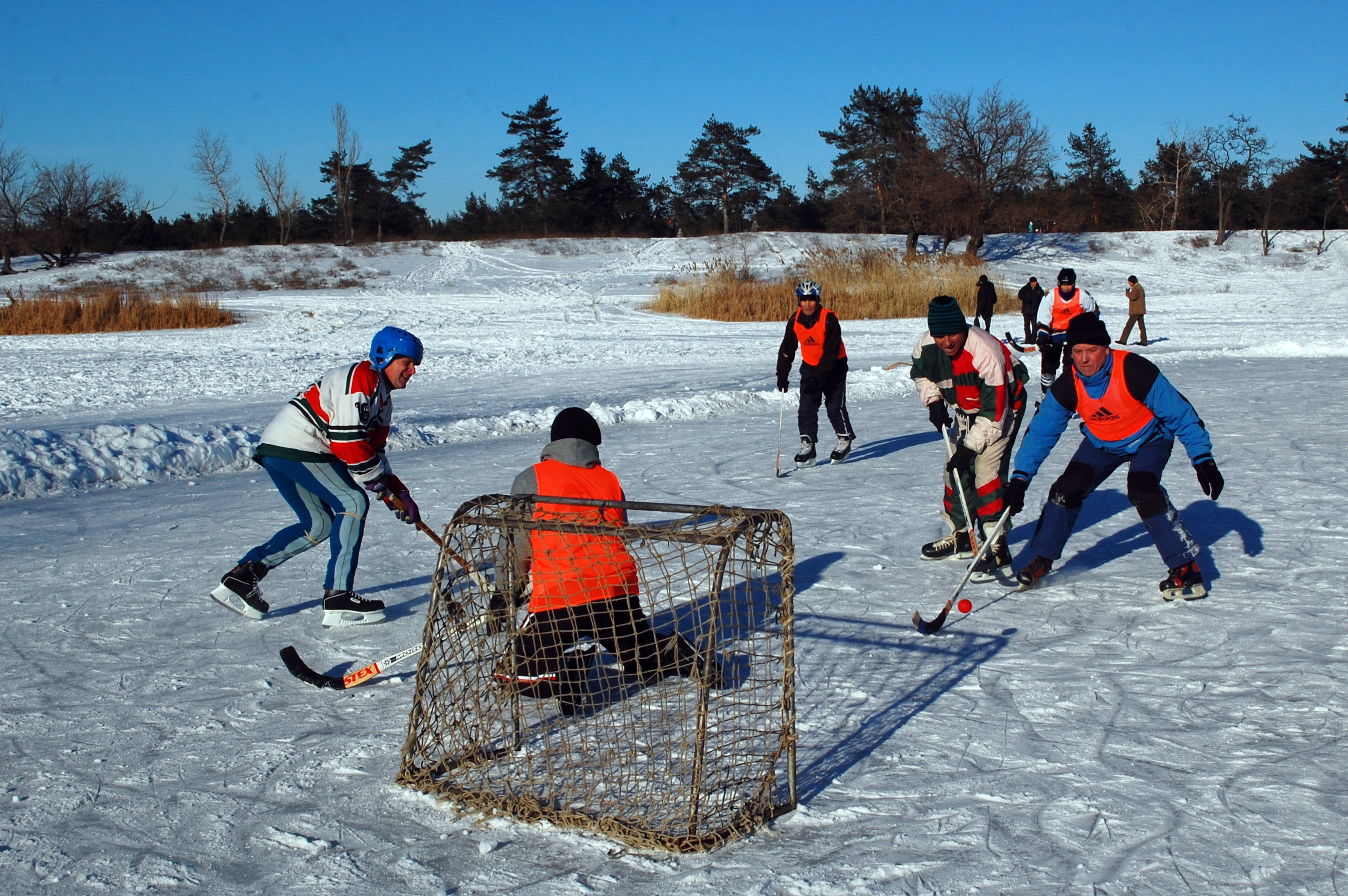
Хокей на Парковому
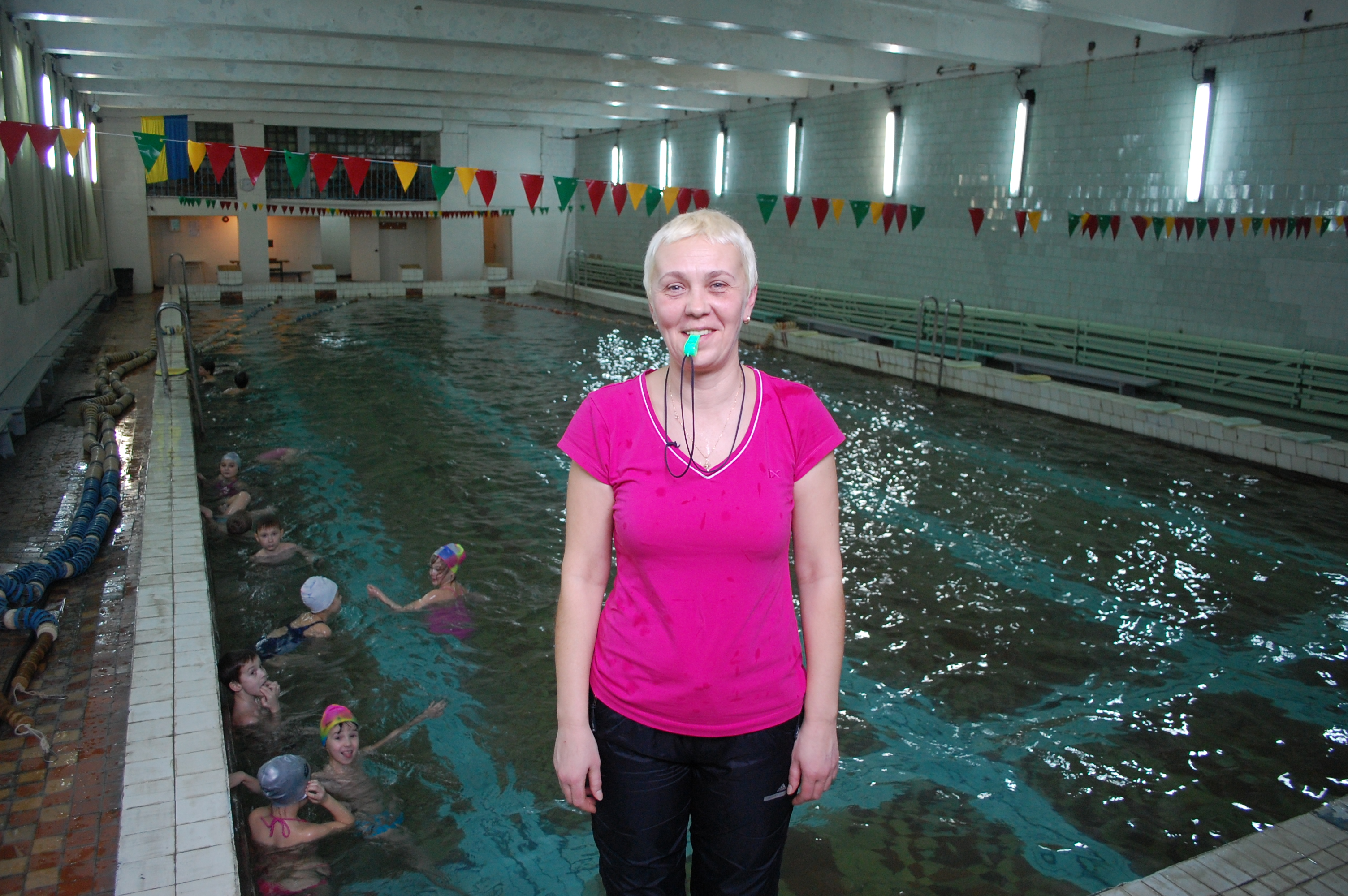
Весела тренерка
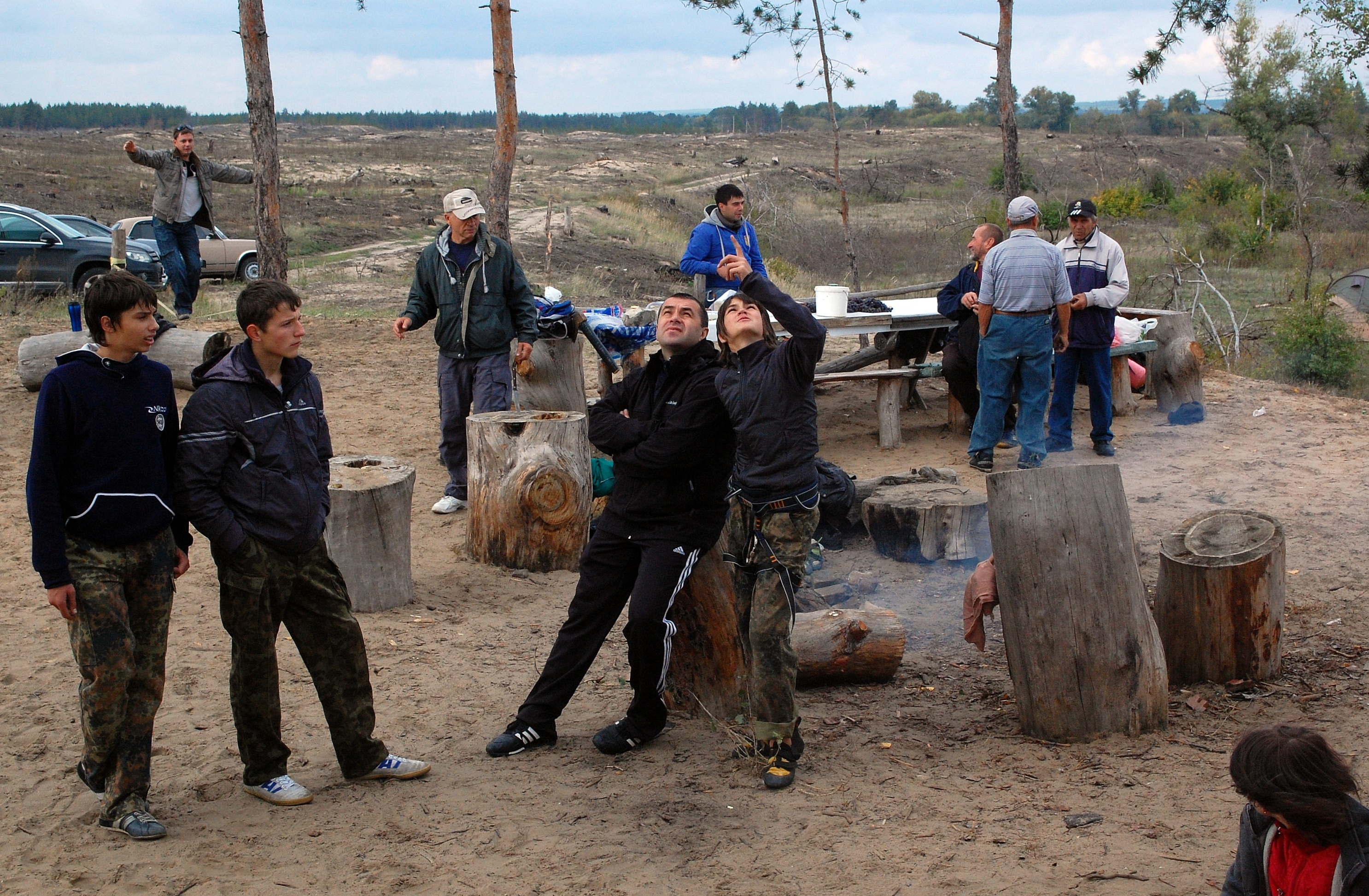
Скелелази
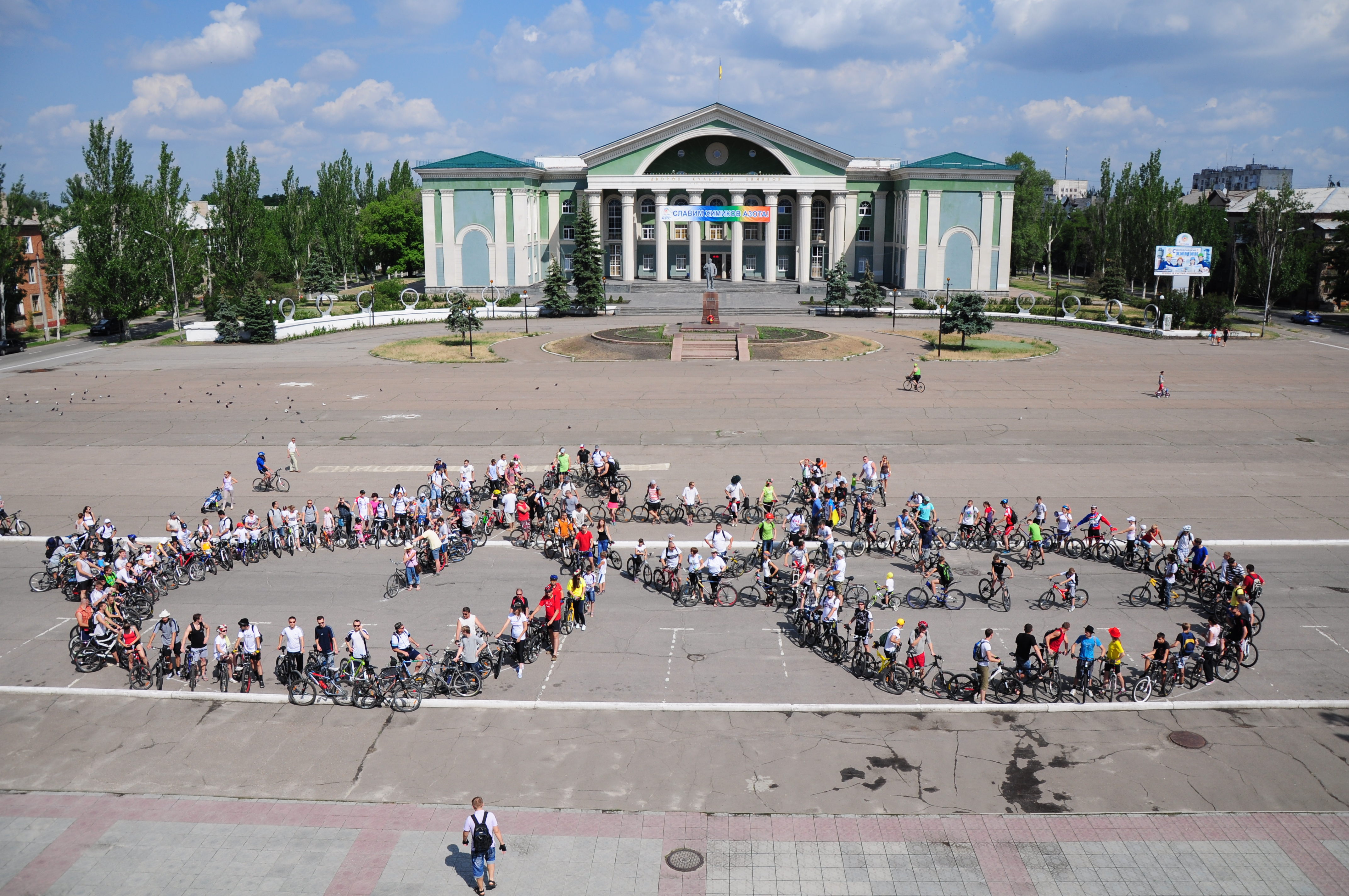
ВелоДень 2013
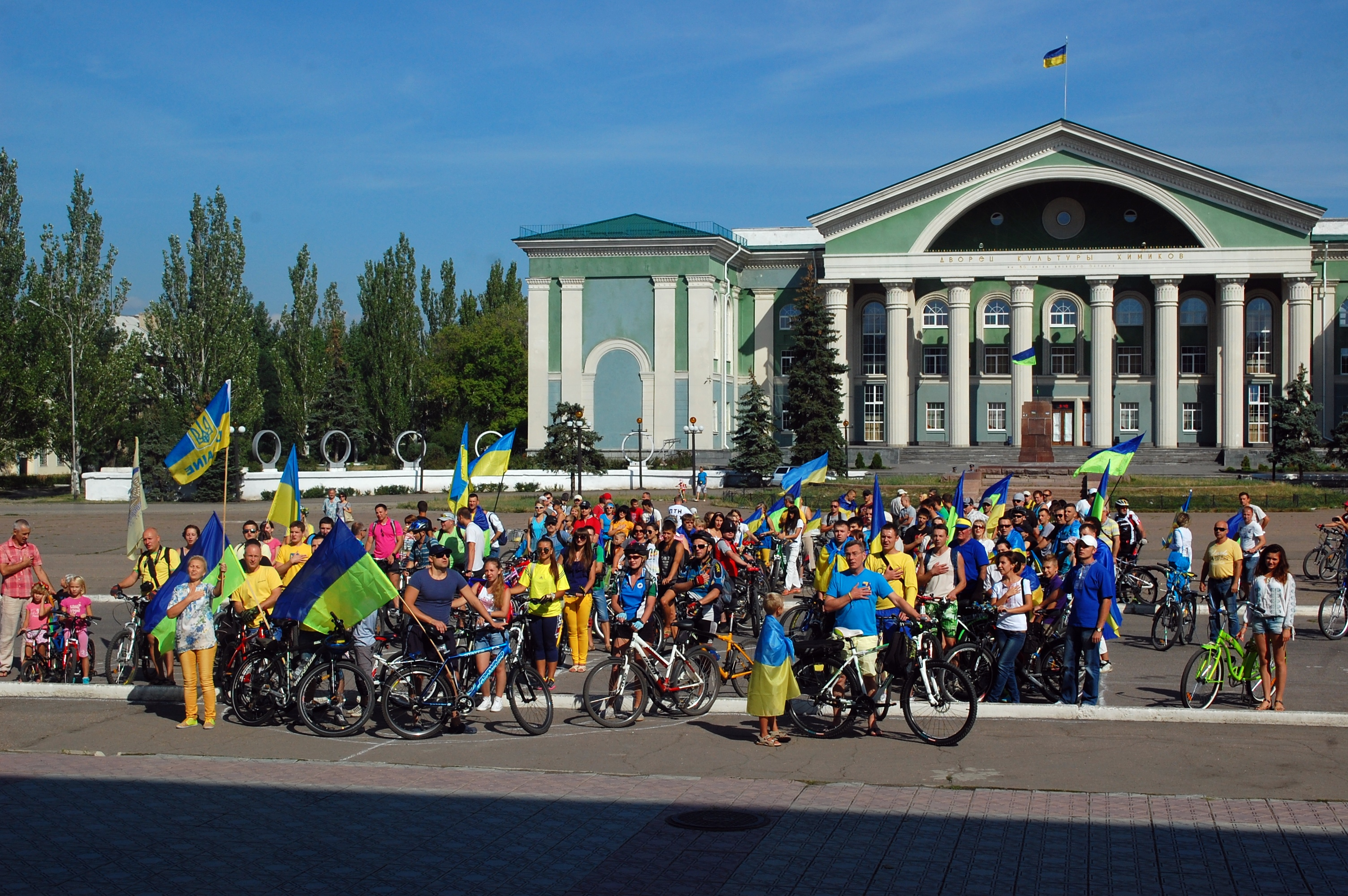
Велодень 2014
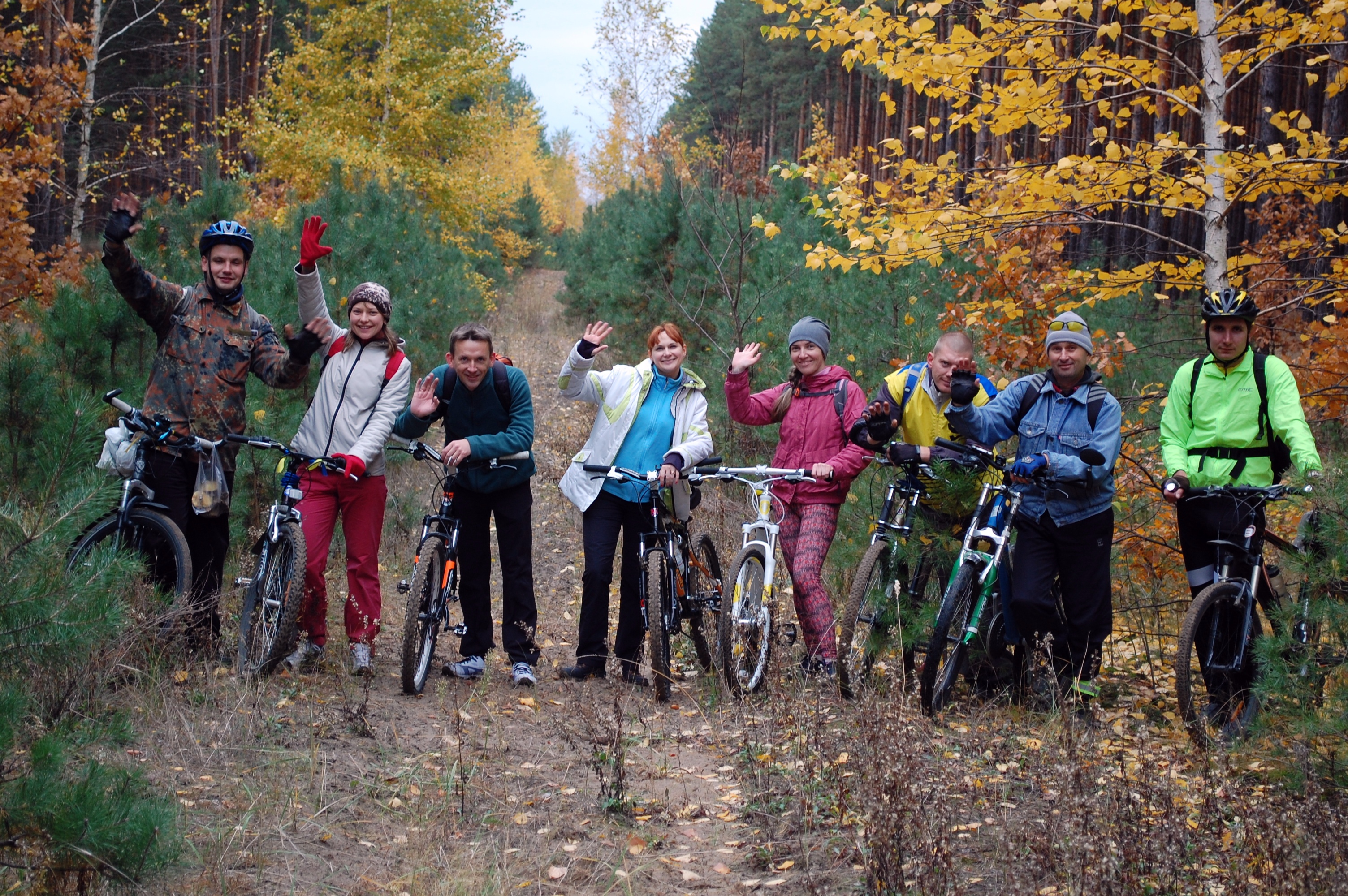
до Дубового гаю
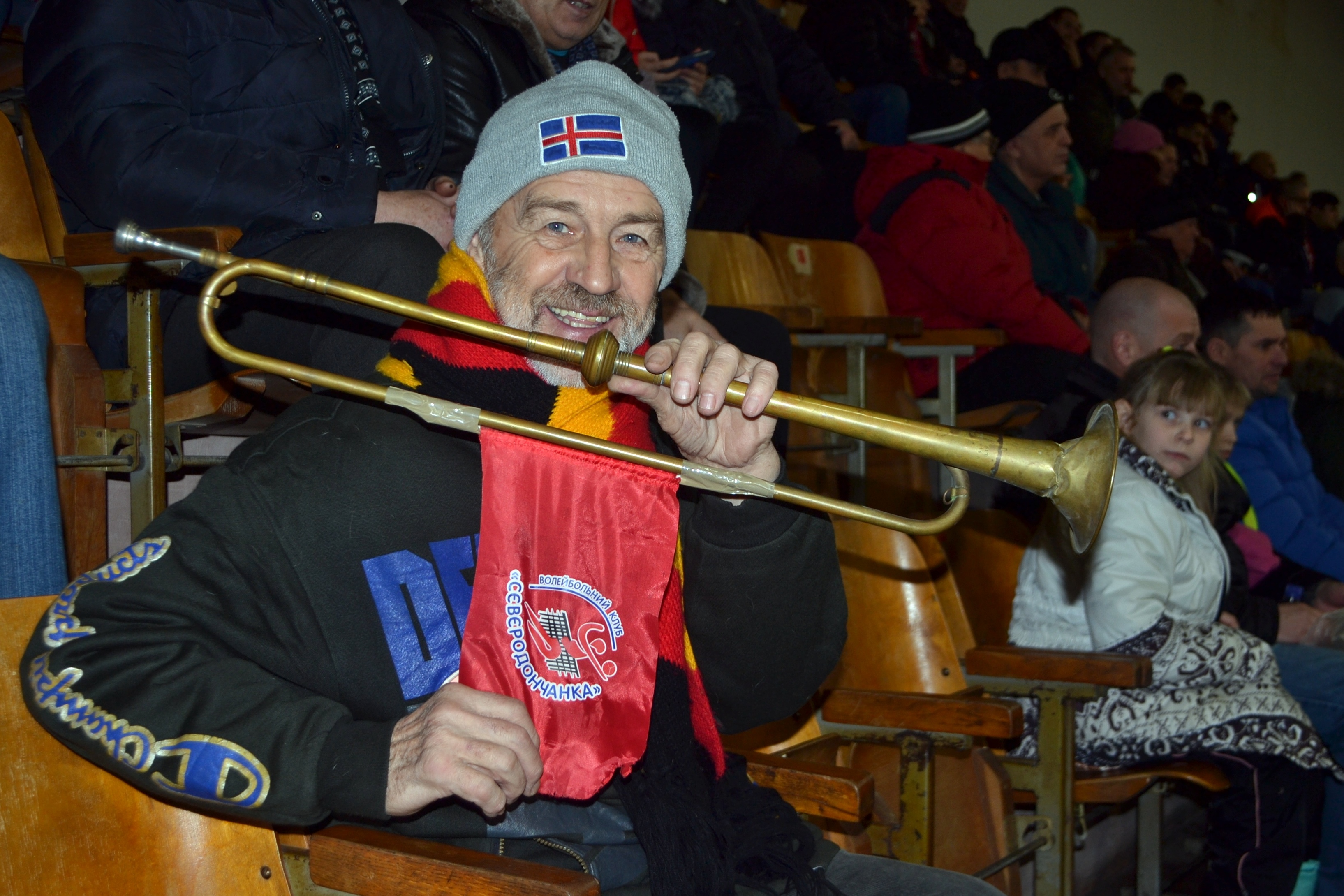
Анатолій Піндас
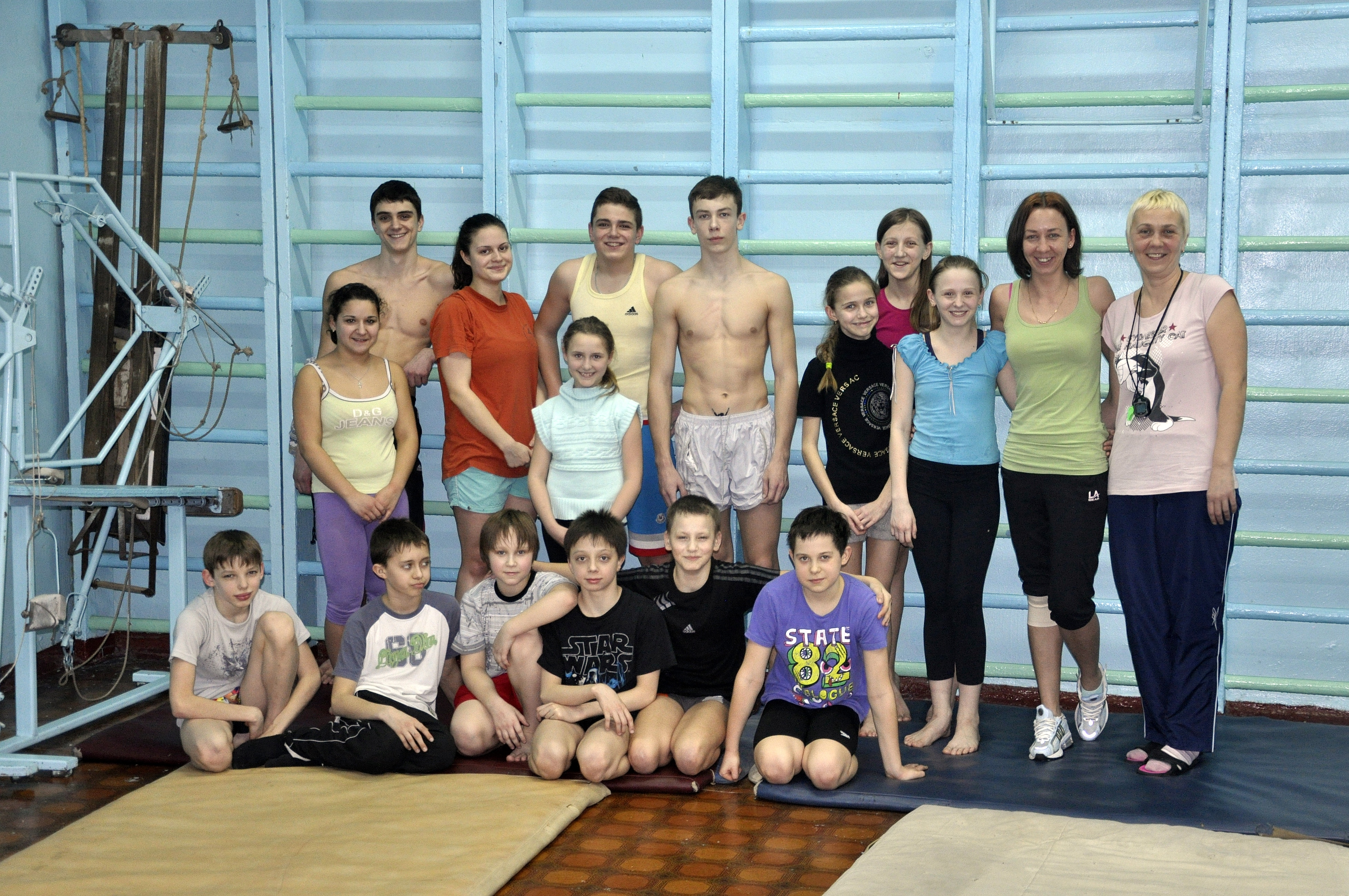
у басейні
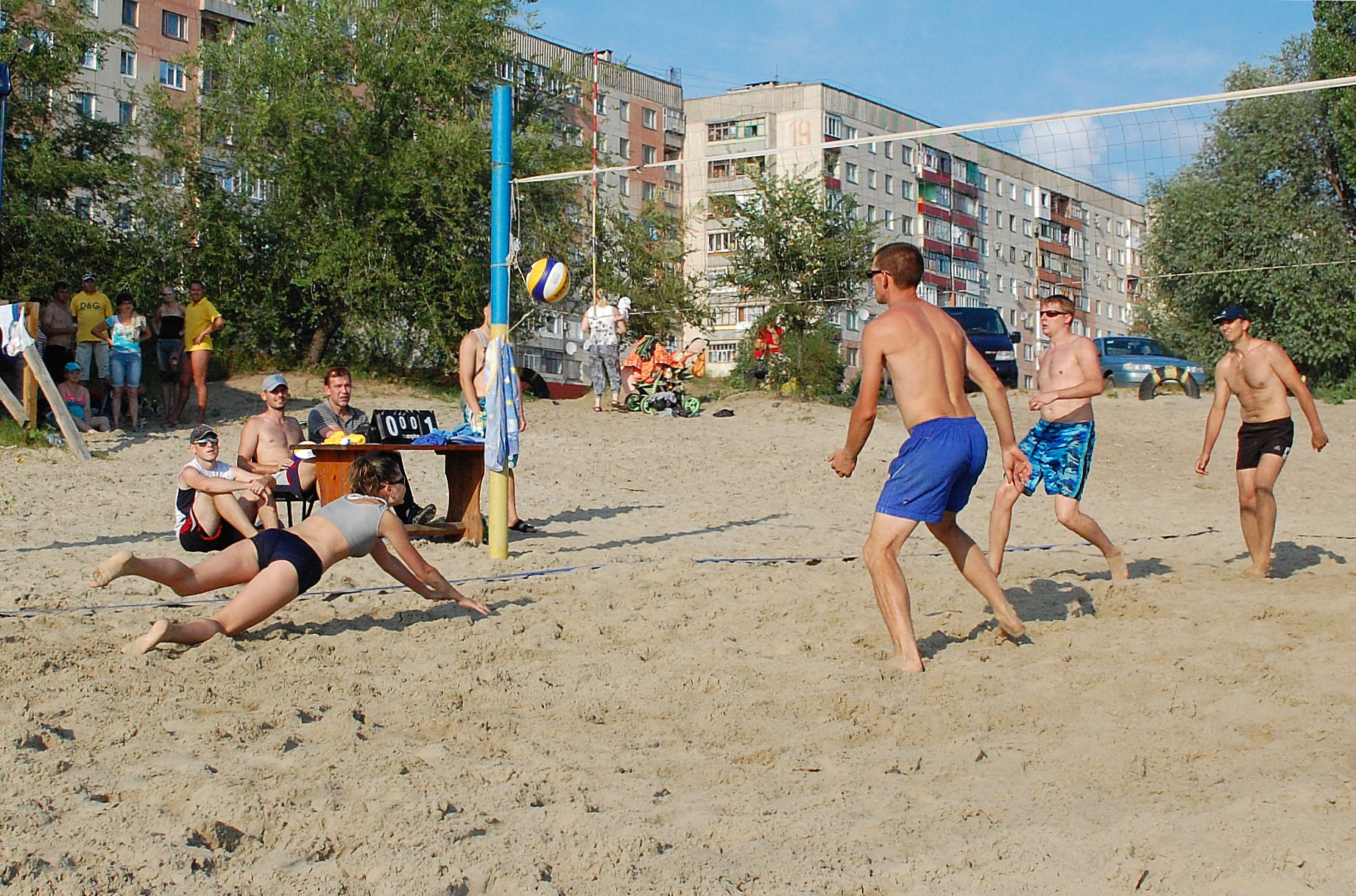
Пляжнікі
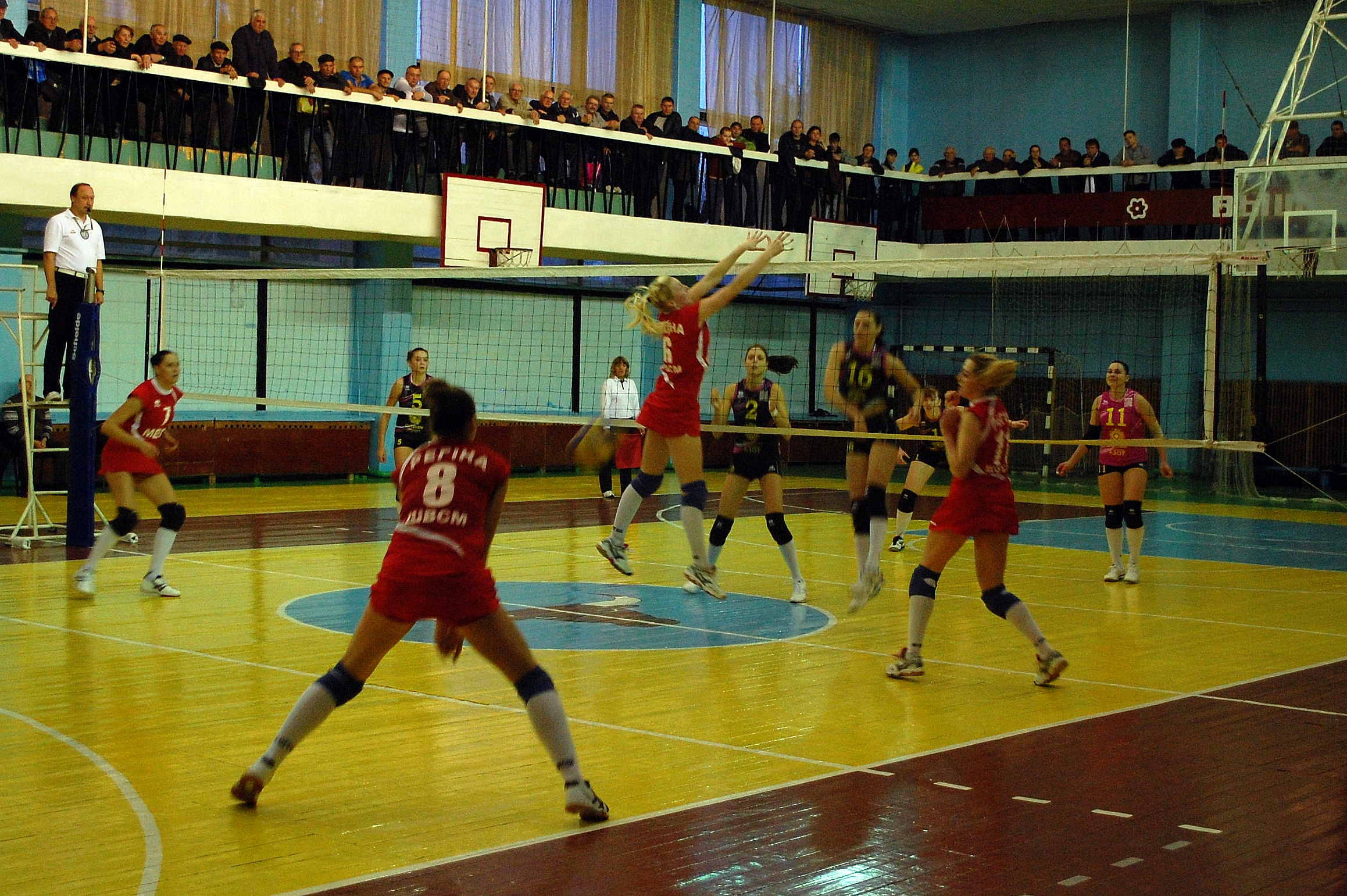
с/з "Олімпія"
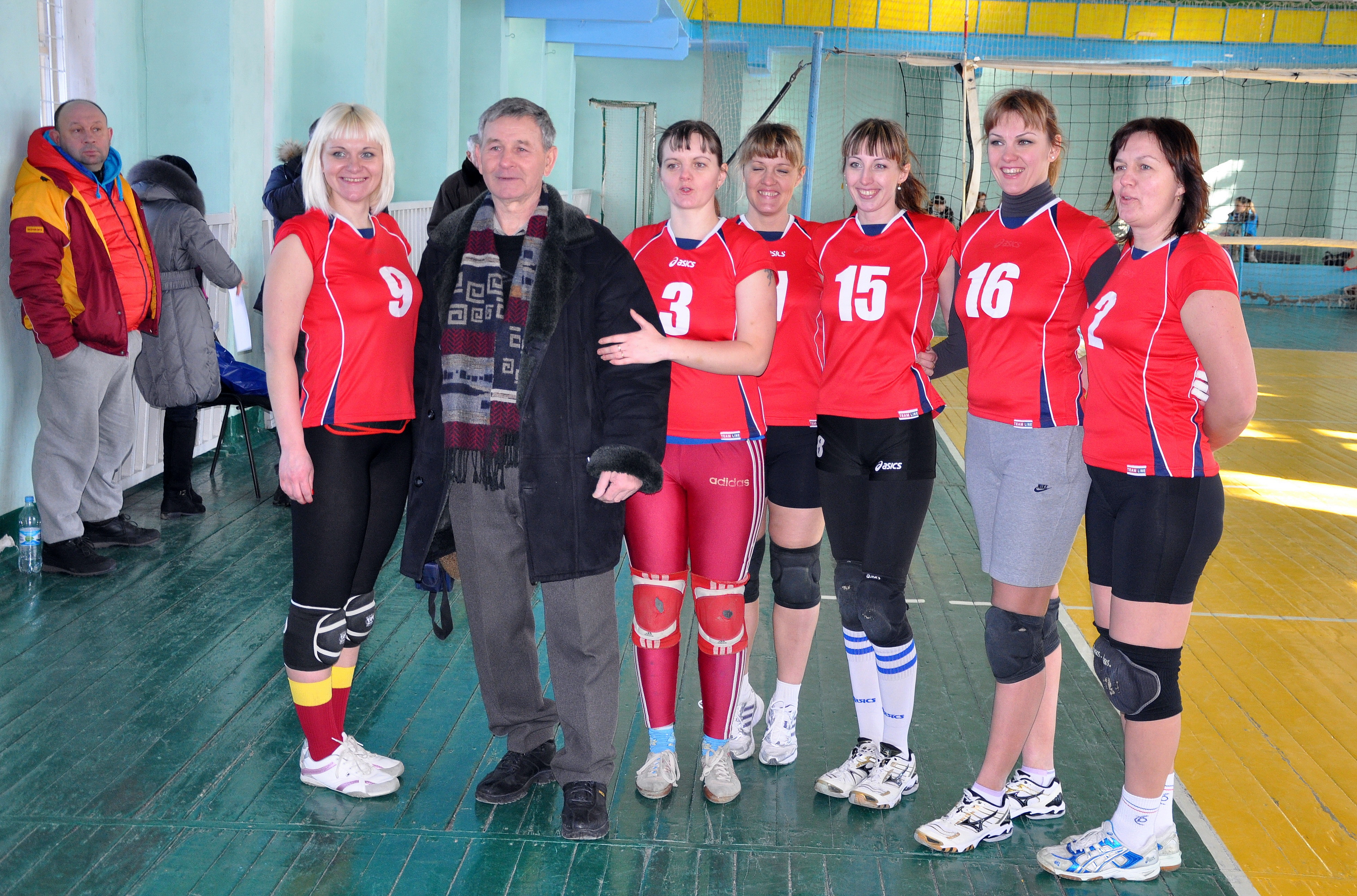
Г.А. Кунжапов
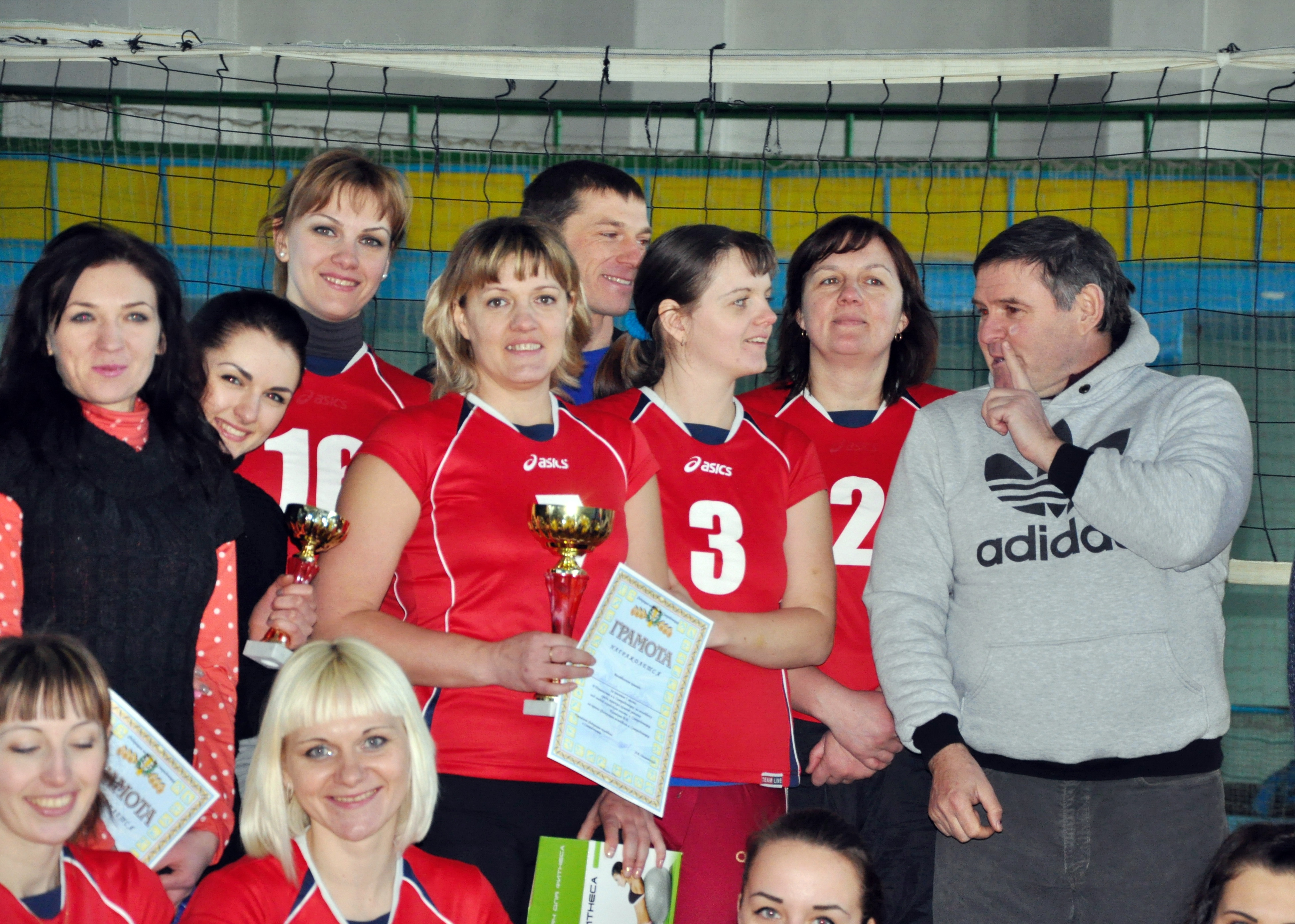
волейболистки
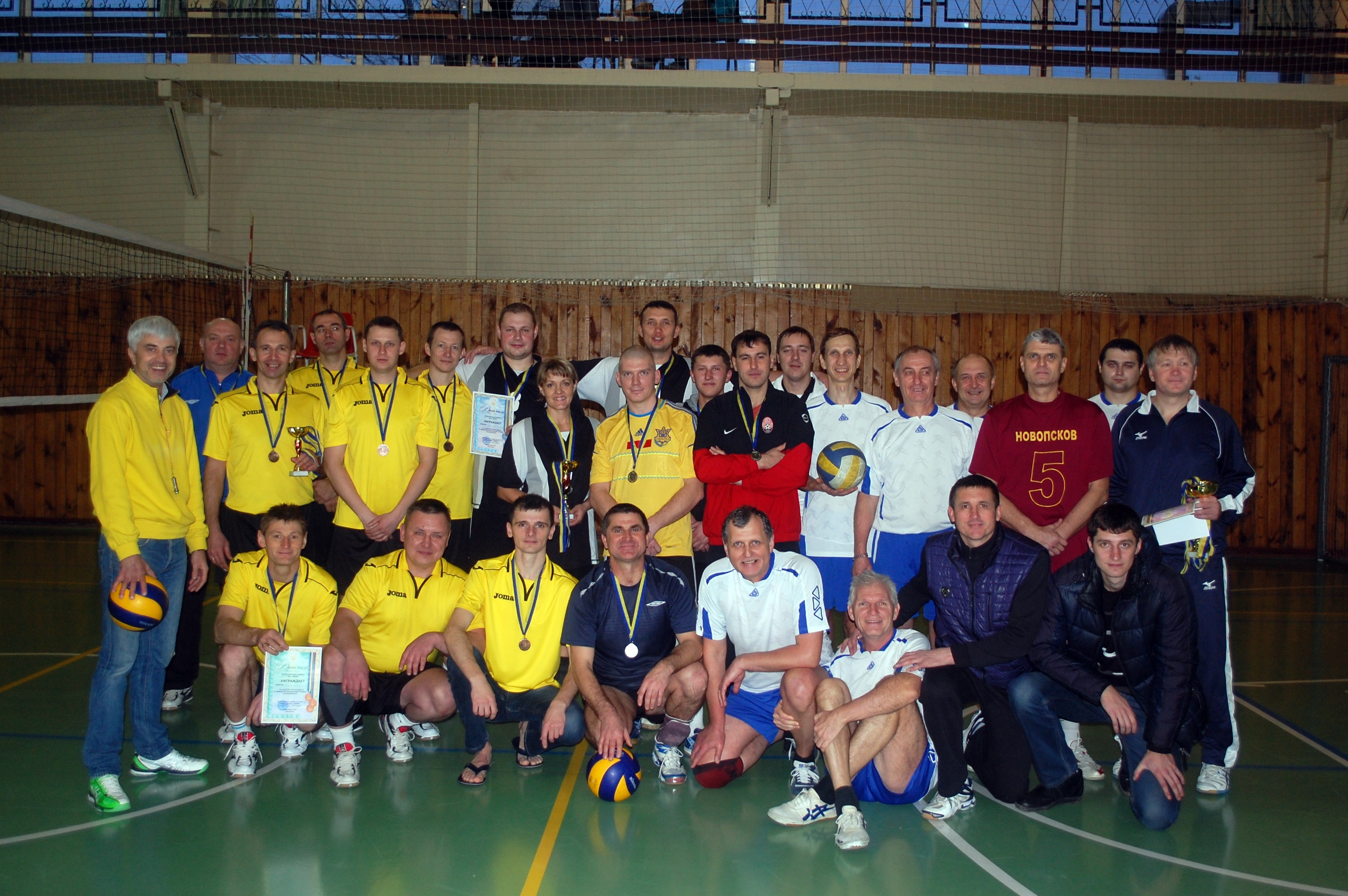
турнир НПЗ
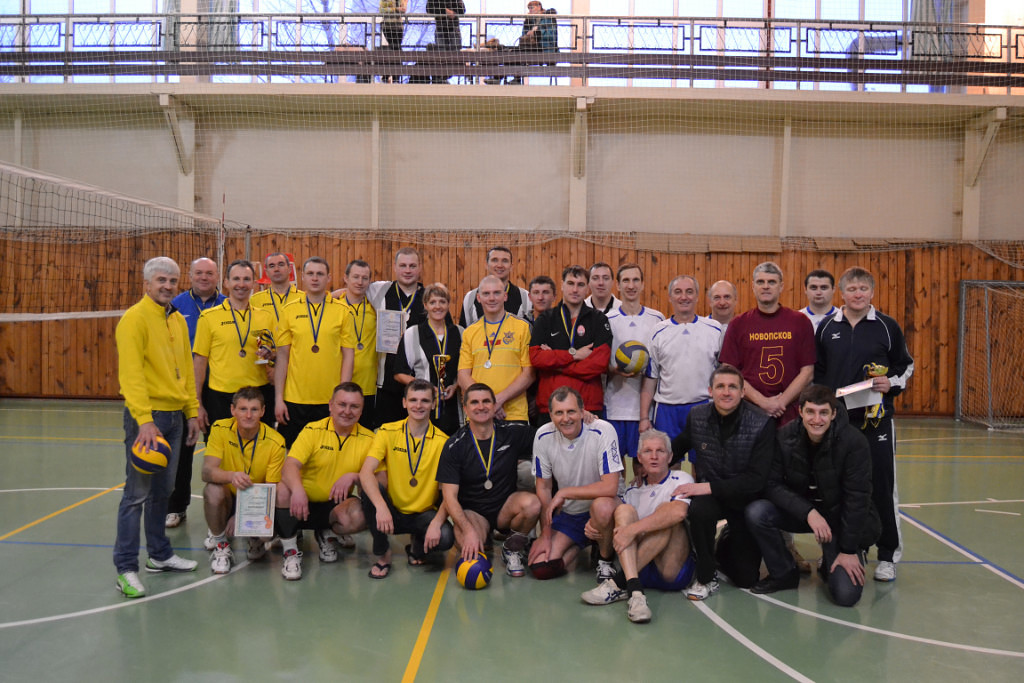
у Лисичанську
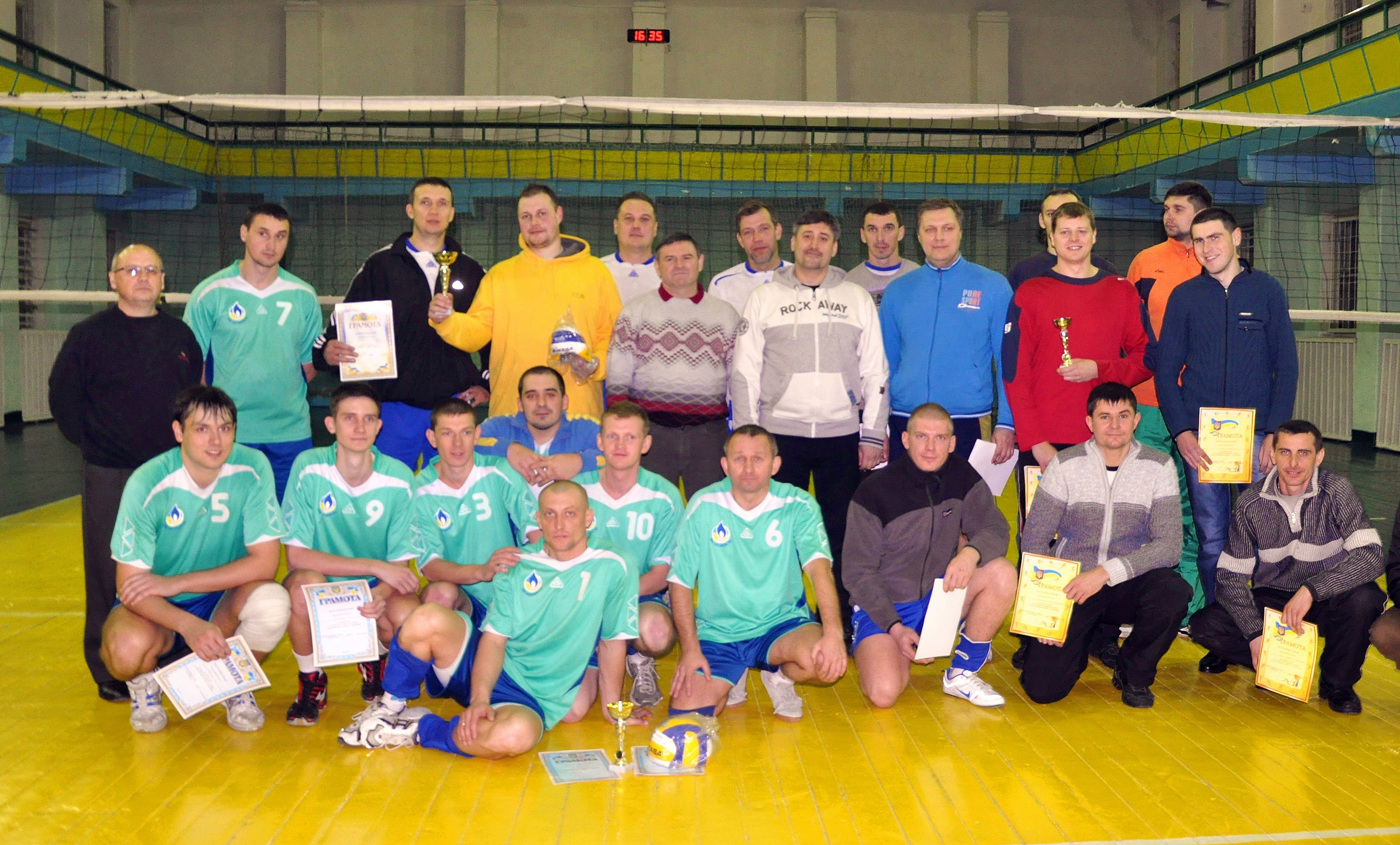
Волейбол-2013р
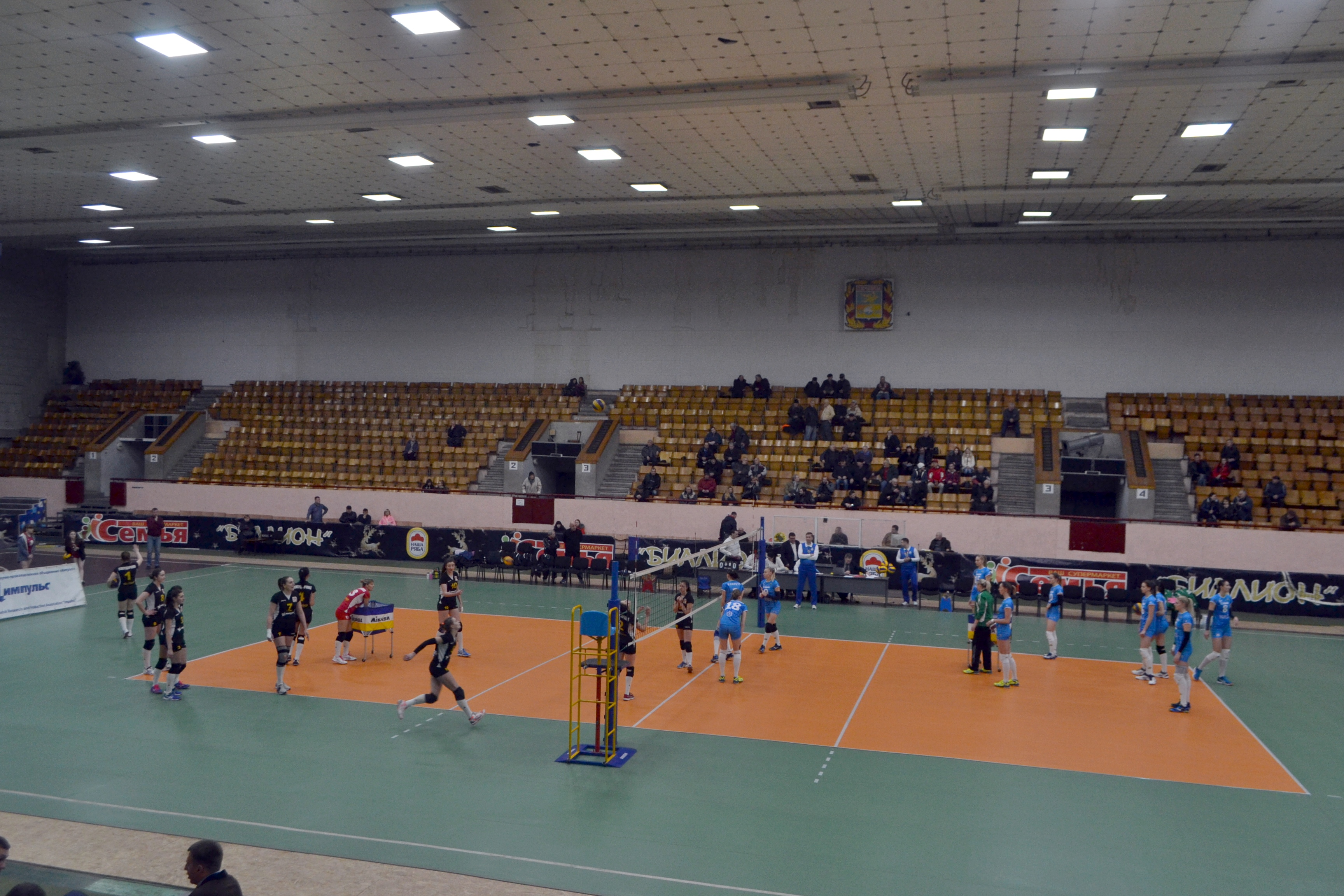
Сєвєродончанка 2017
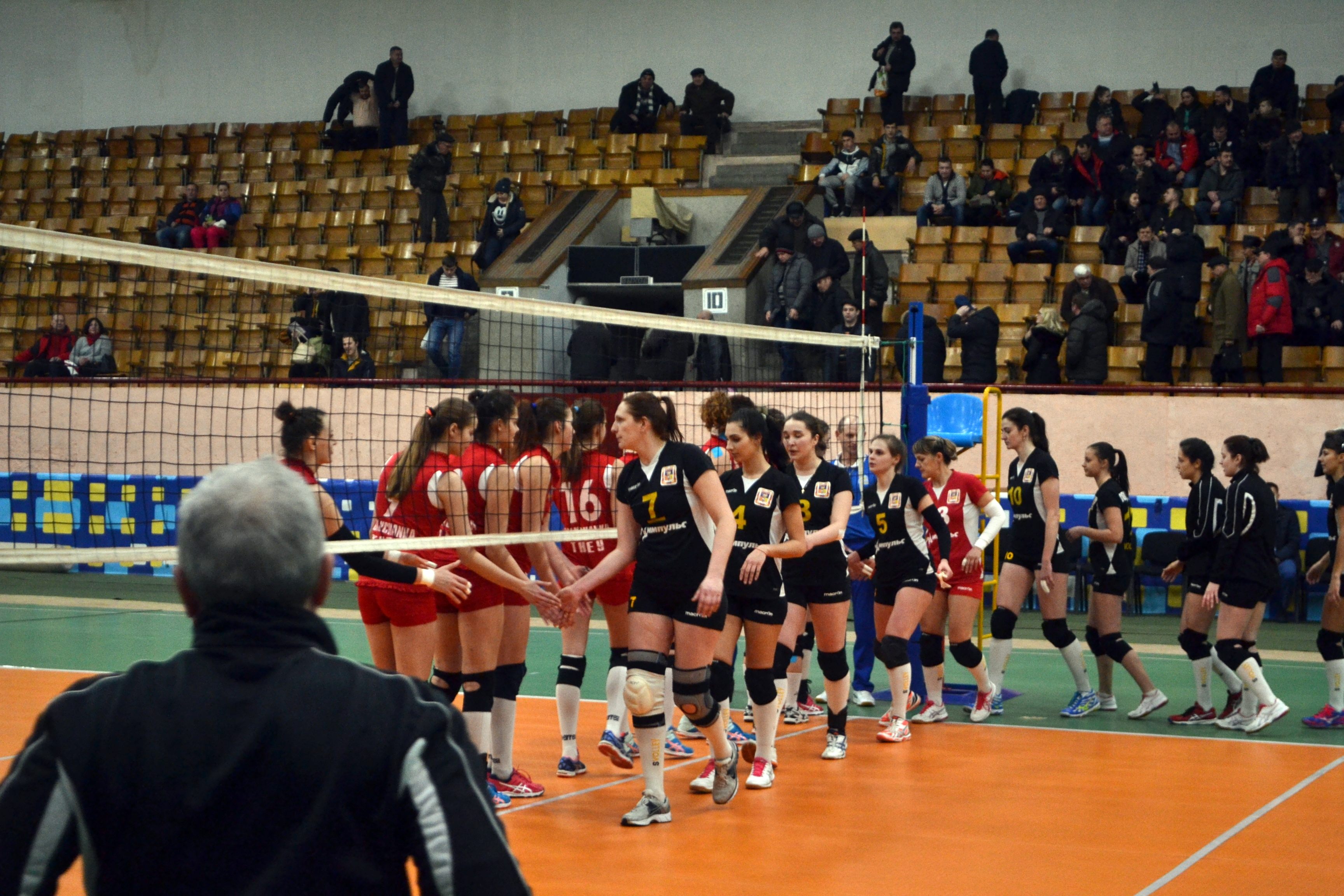
Сєвєродончанка 2018
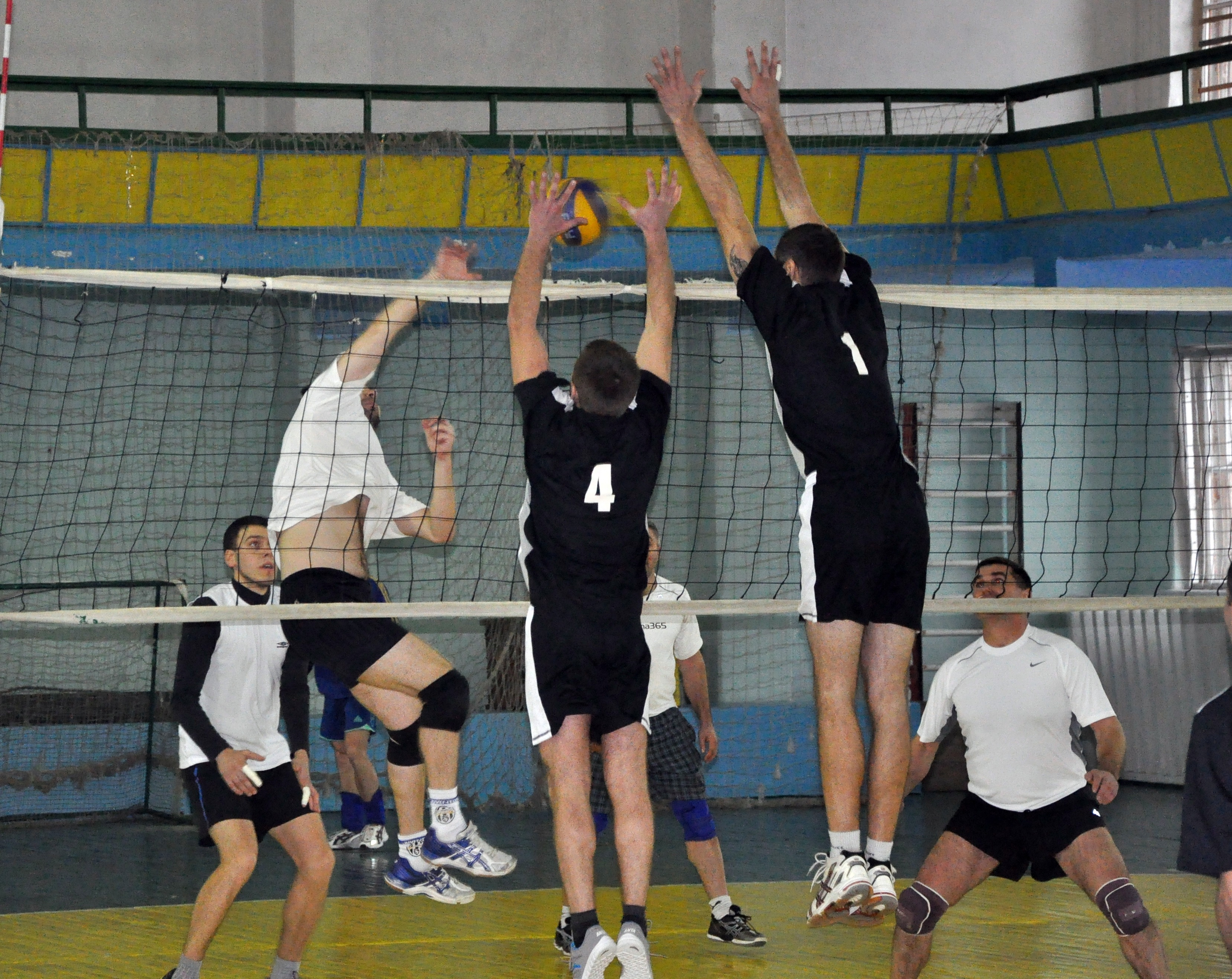
Волейбол
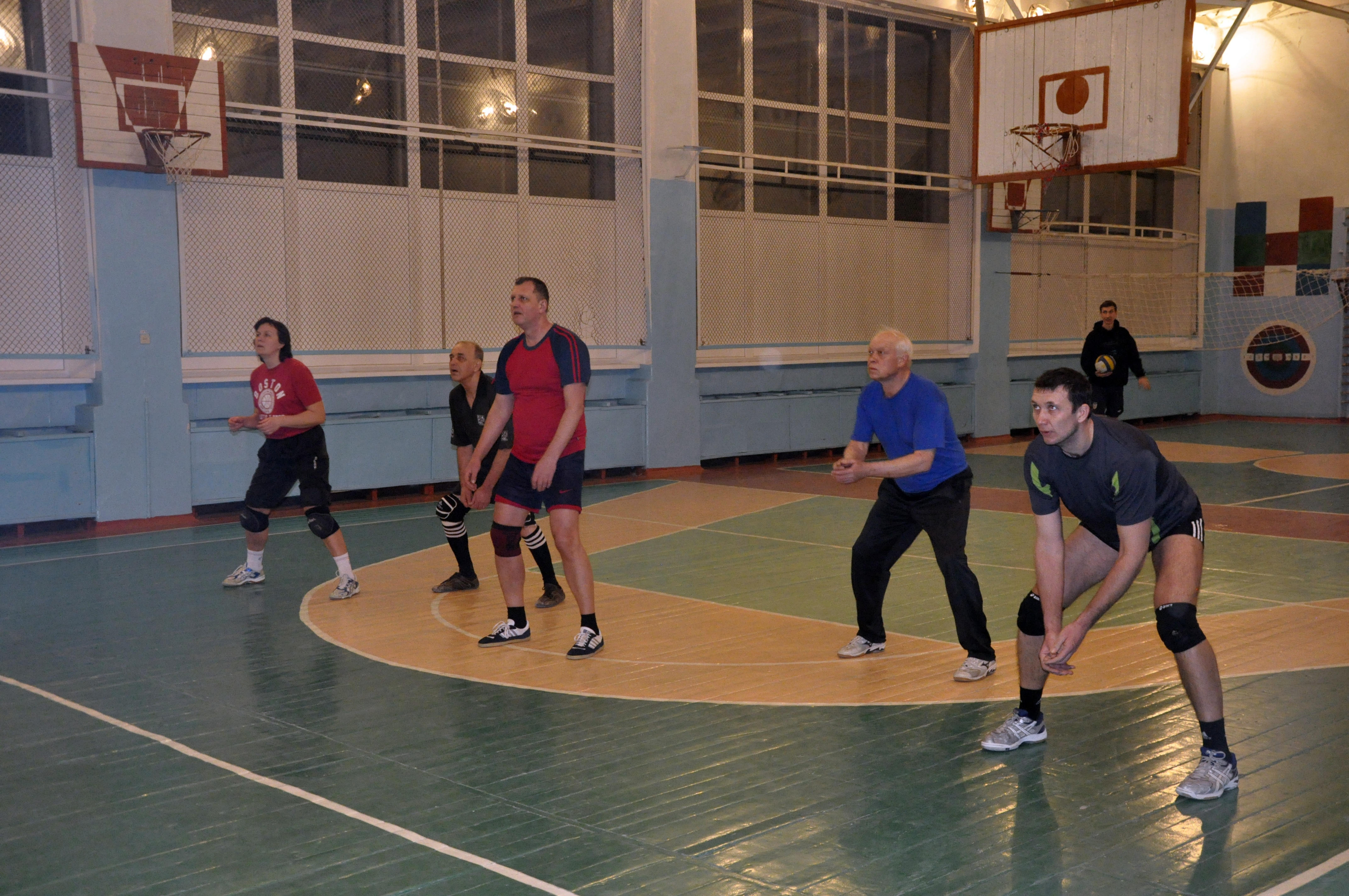
Волейбол ветерани
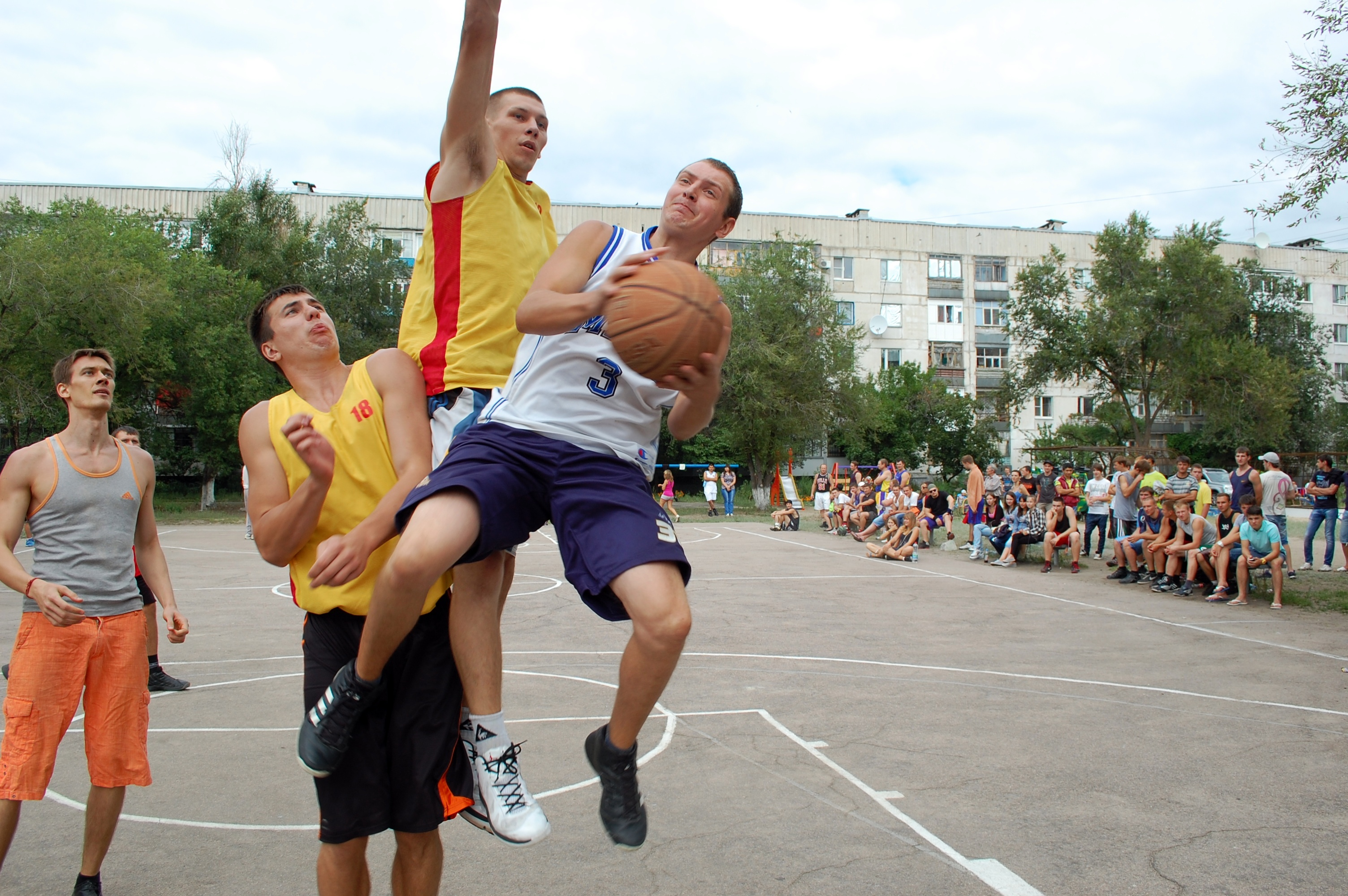
streetBall 2013-07-28
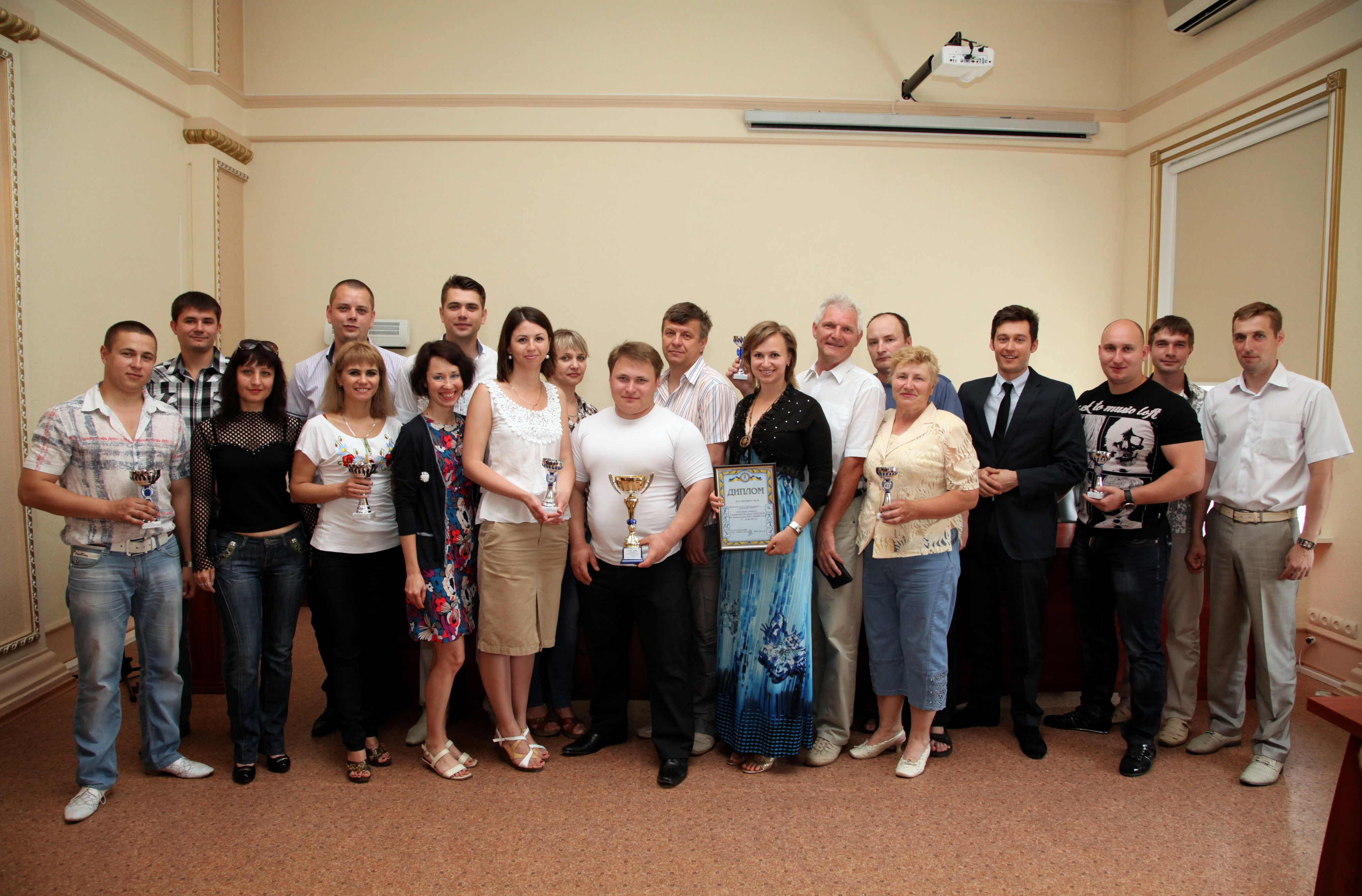
Спортсмени ПрАТ Азот
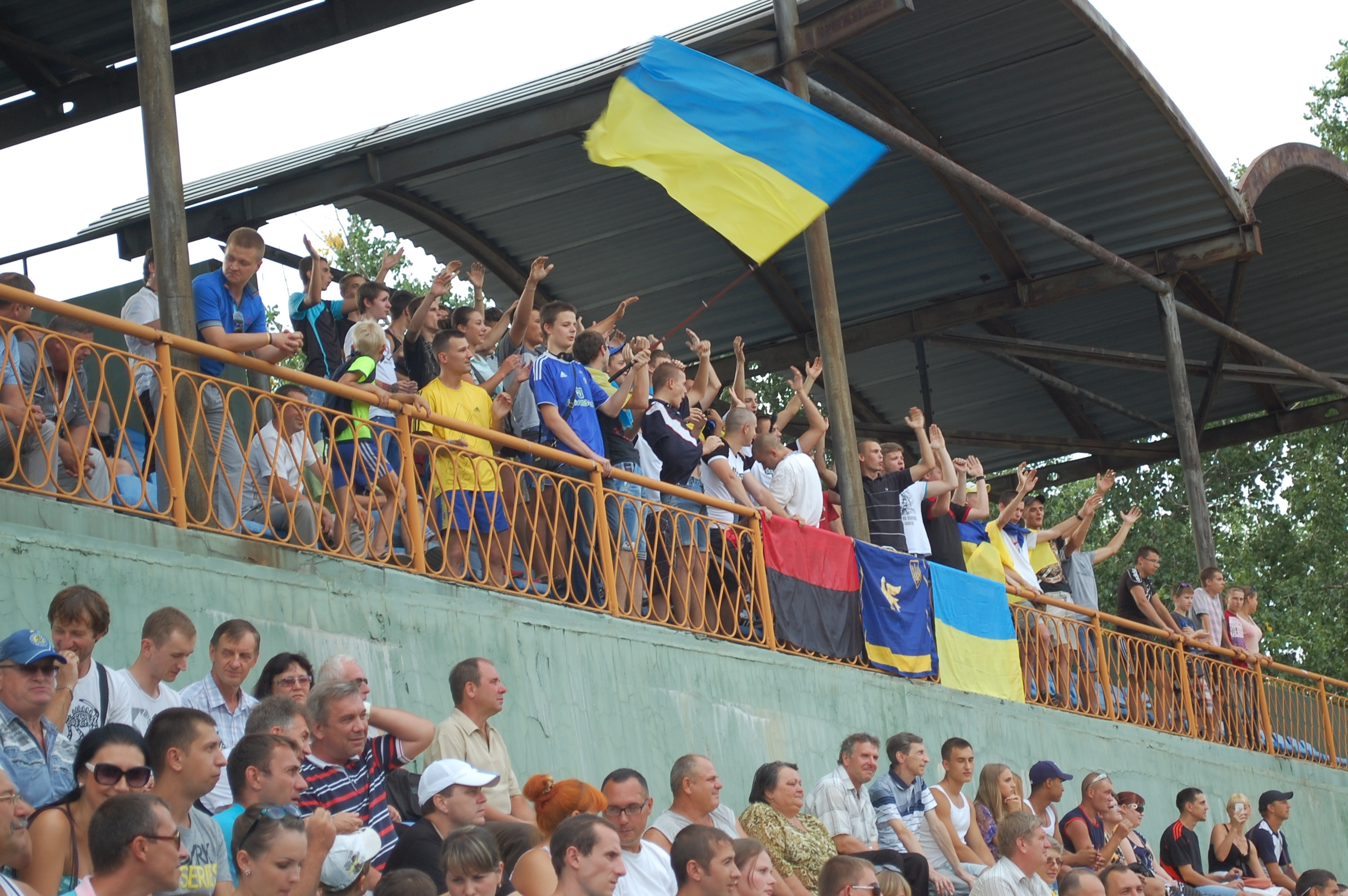
Стадіон Хімік
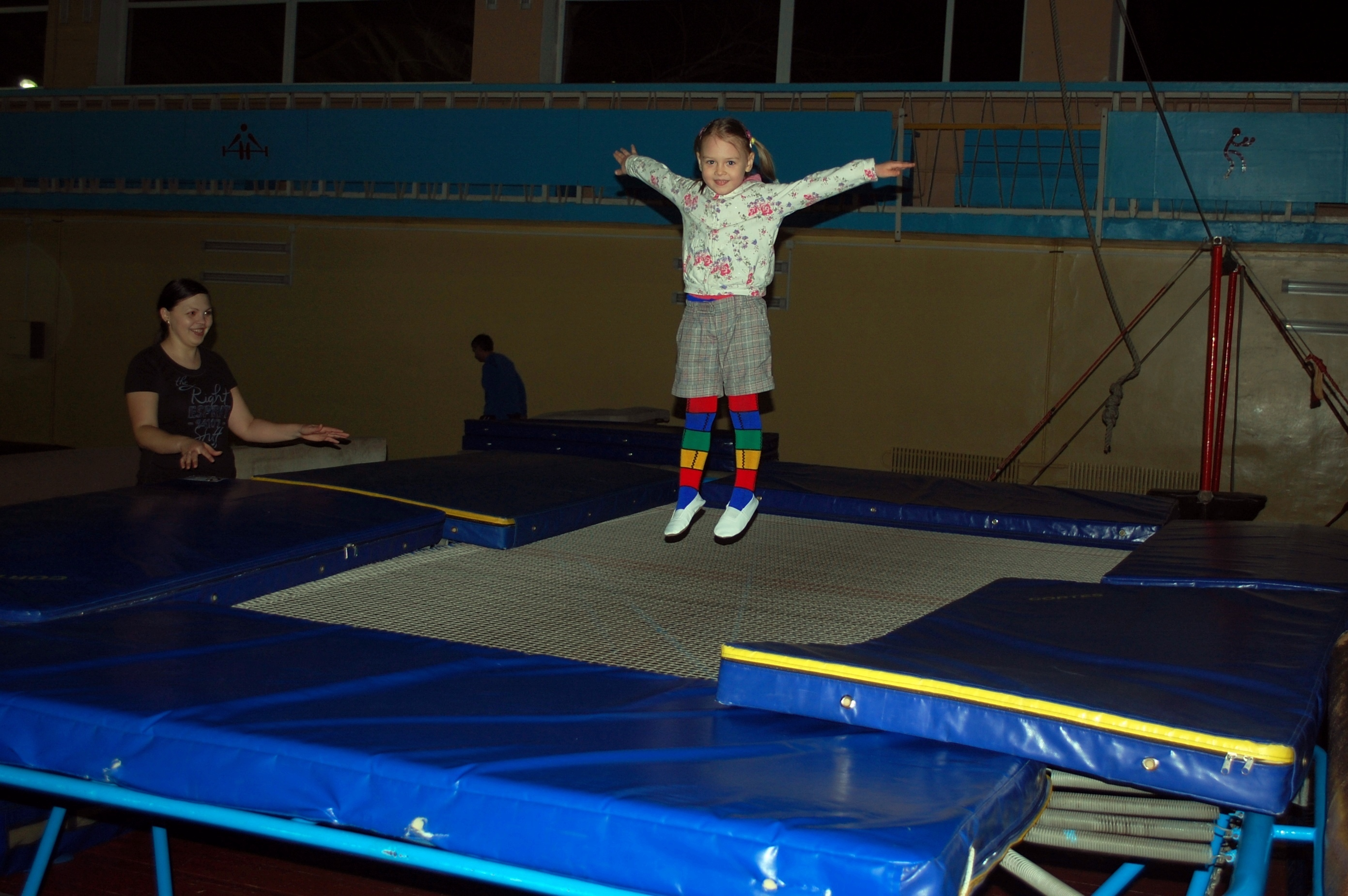
на батуті
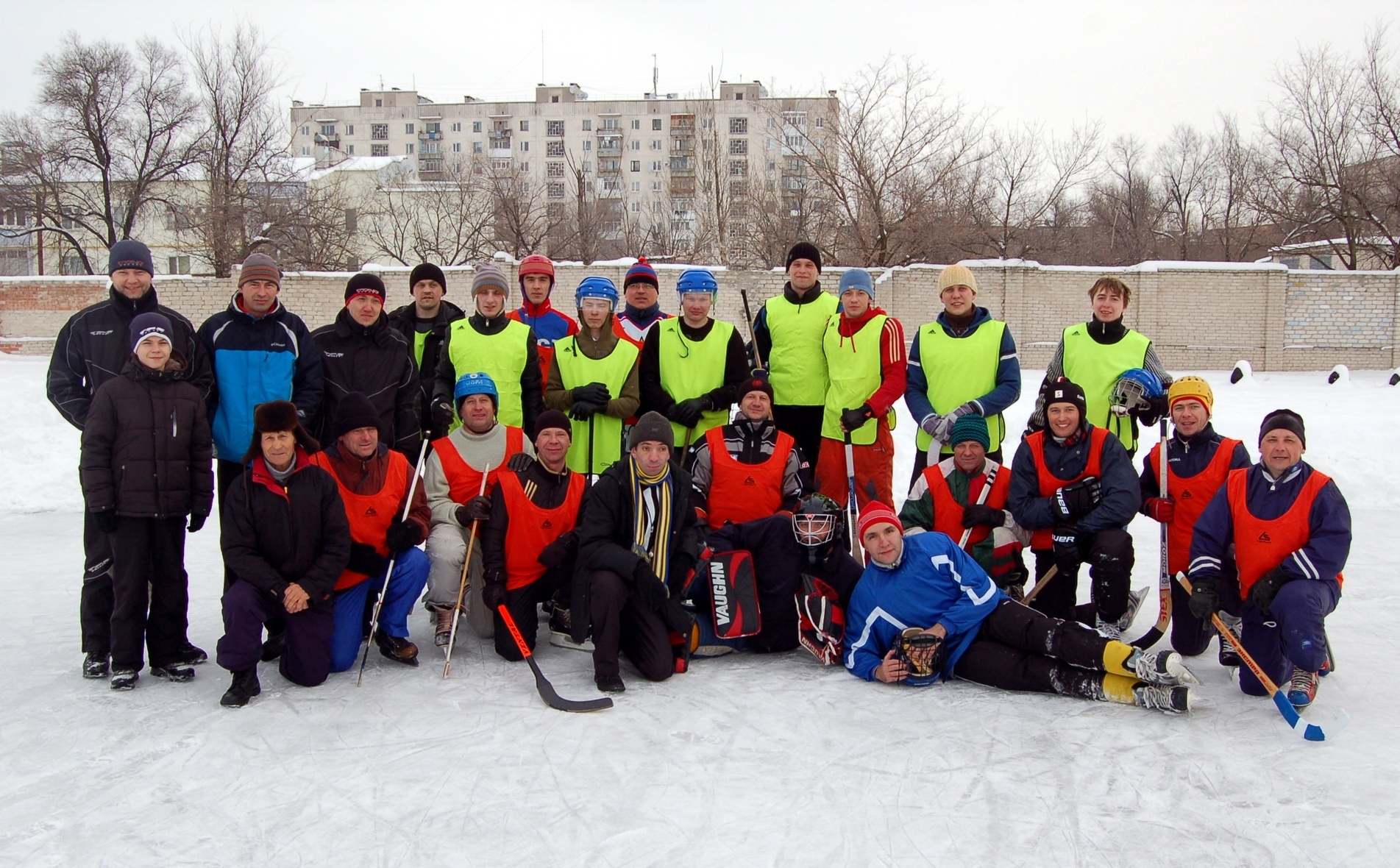
Хокей
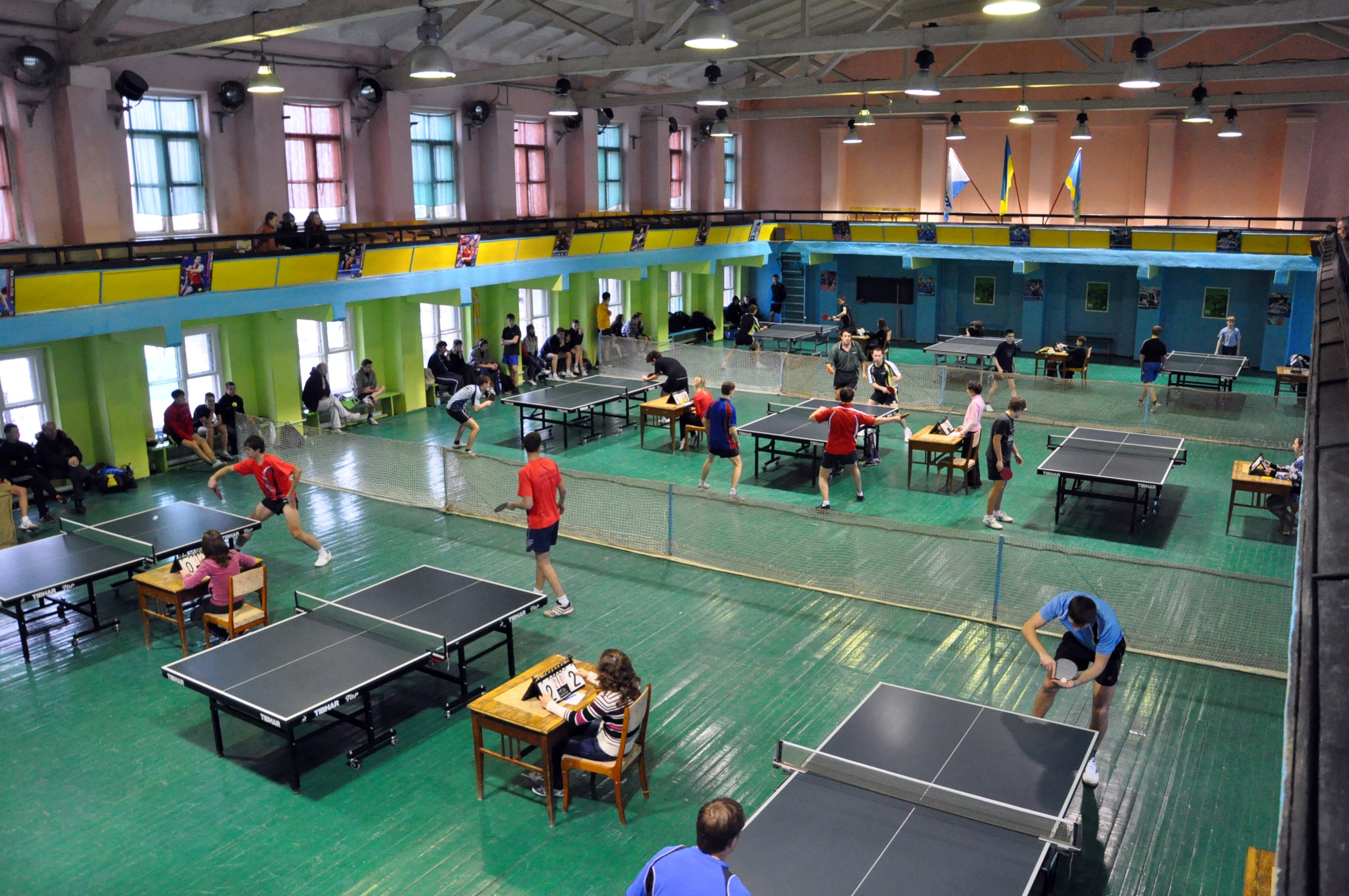
Теніс
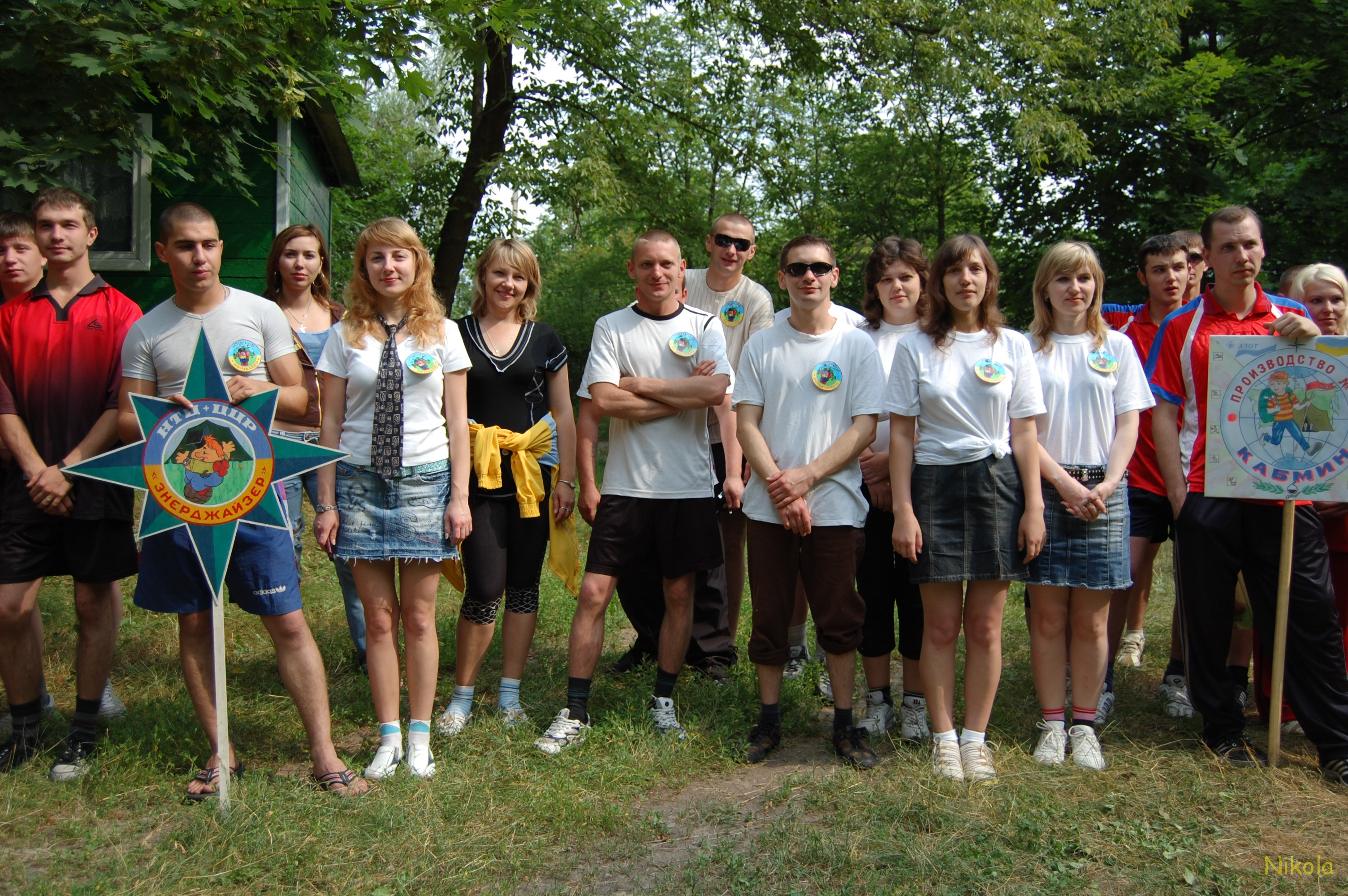
Турслёт Азота
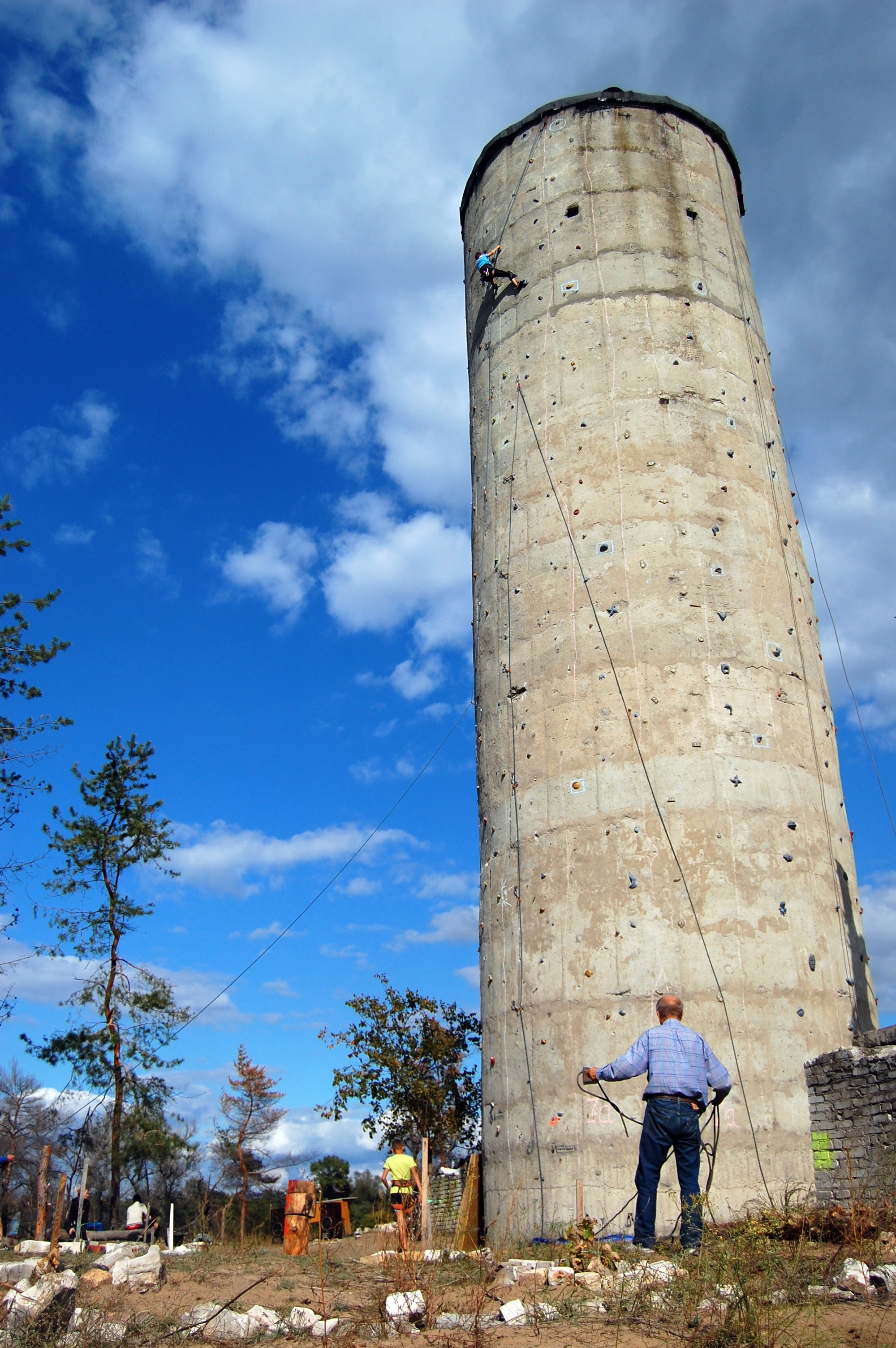
Башта для скелелазів
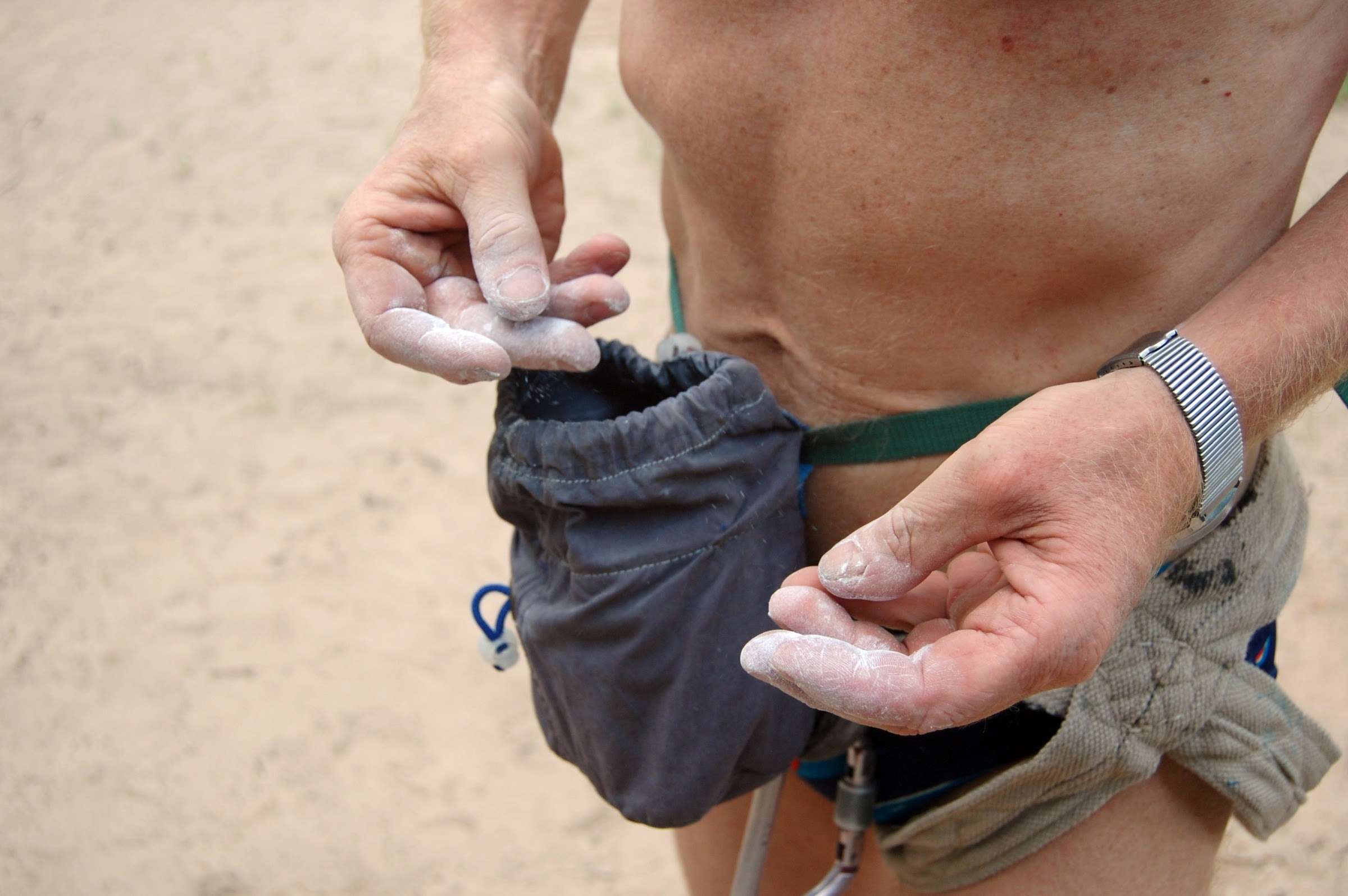
скелелаз